# Biserica reformată din Fizeșu Gherlii

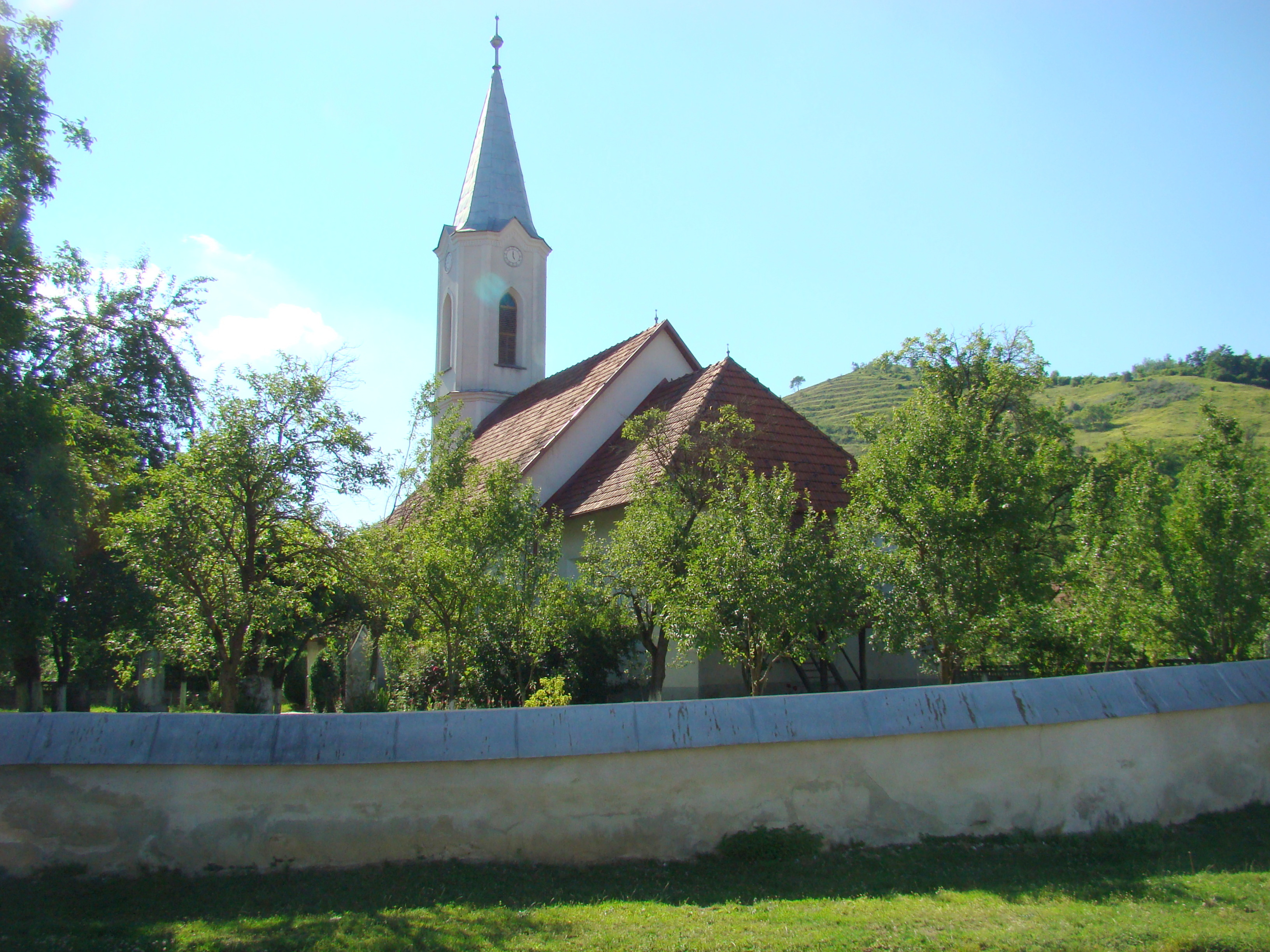
Biserica reformată din Fizeșu Gherlii, comuna Fizeșu Gherlii, județul Cluj, foto: iulie 2014.

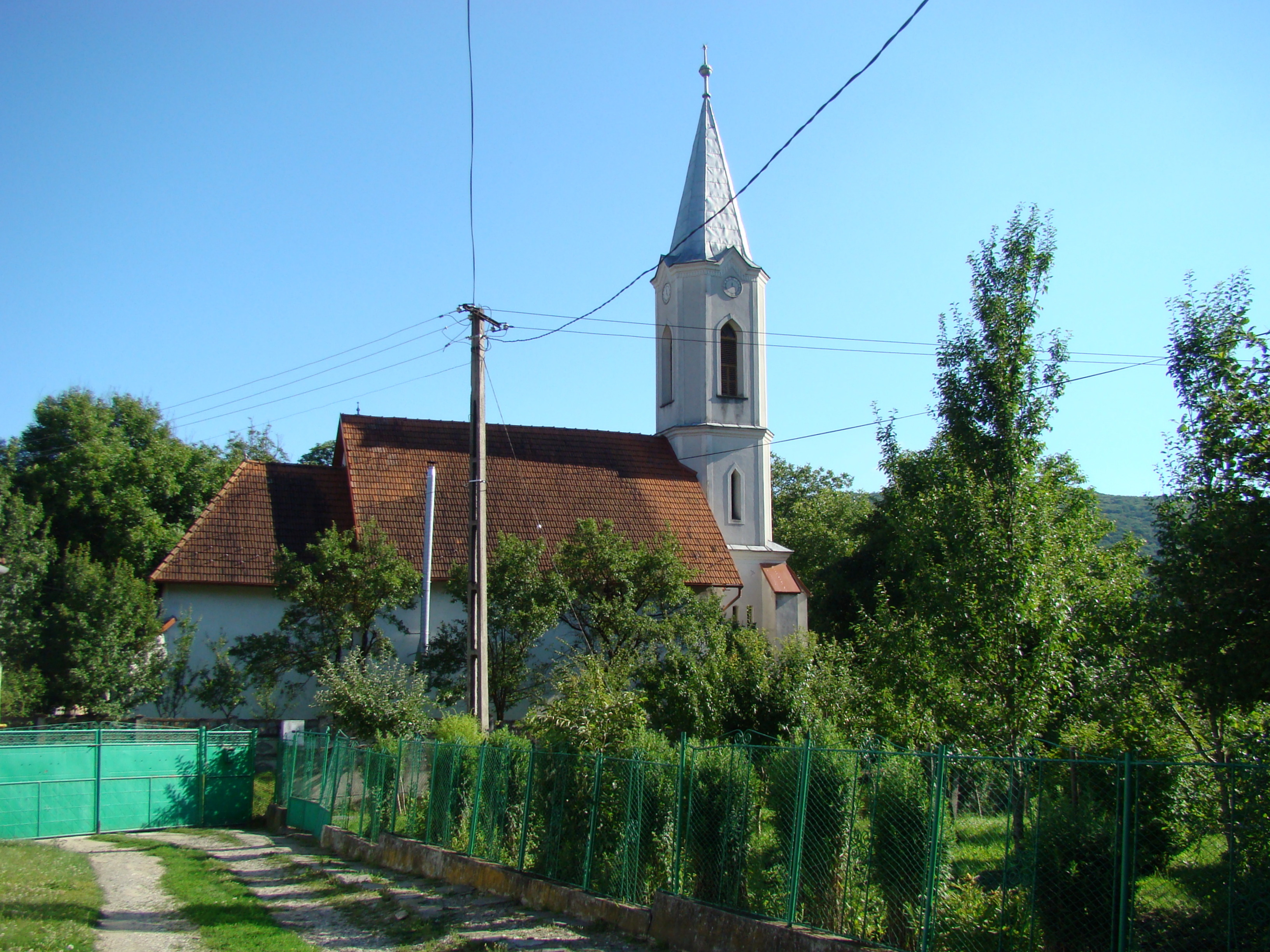
Biserica reformată din Fizeșu Gherlii, comuna Fizeșu Gherlii, județul Cluj, foto: iulie 2014.

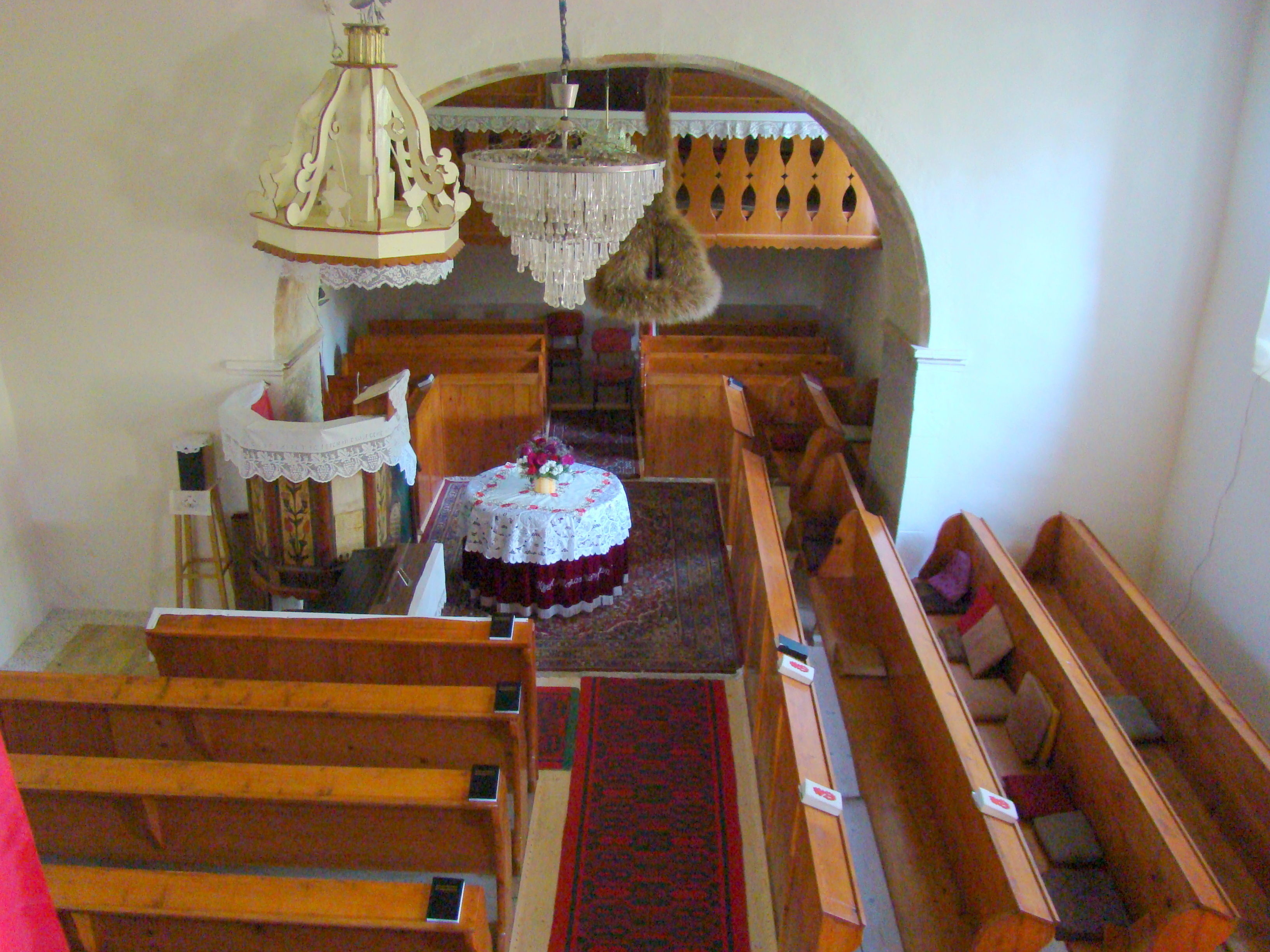
Interiorul navei spre arcul de triumf

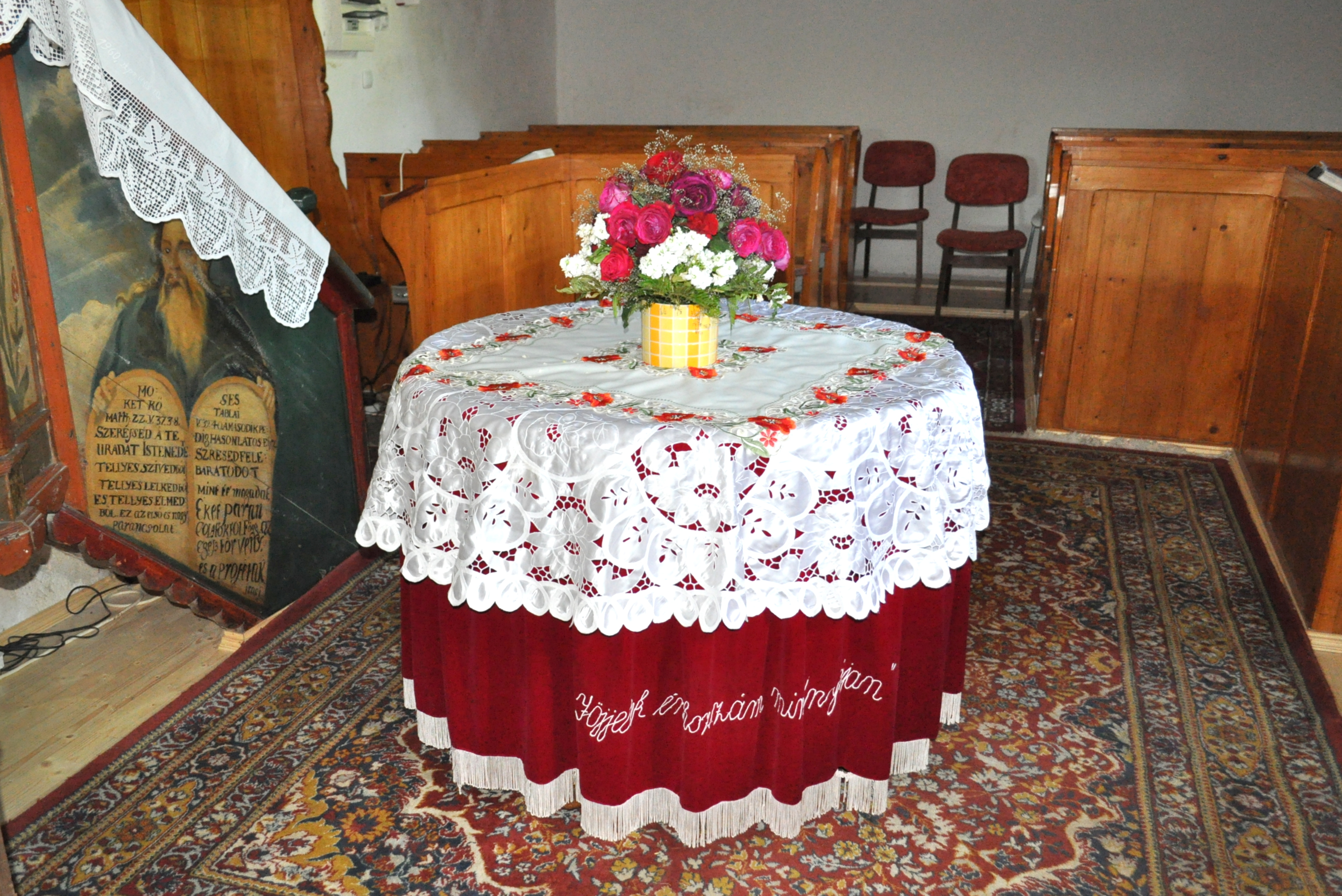
Masa Domnului (are o placă circulară superioară pictată, realizată în 1712)

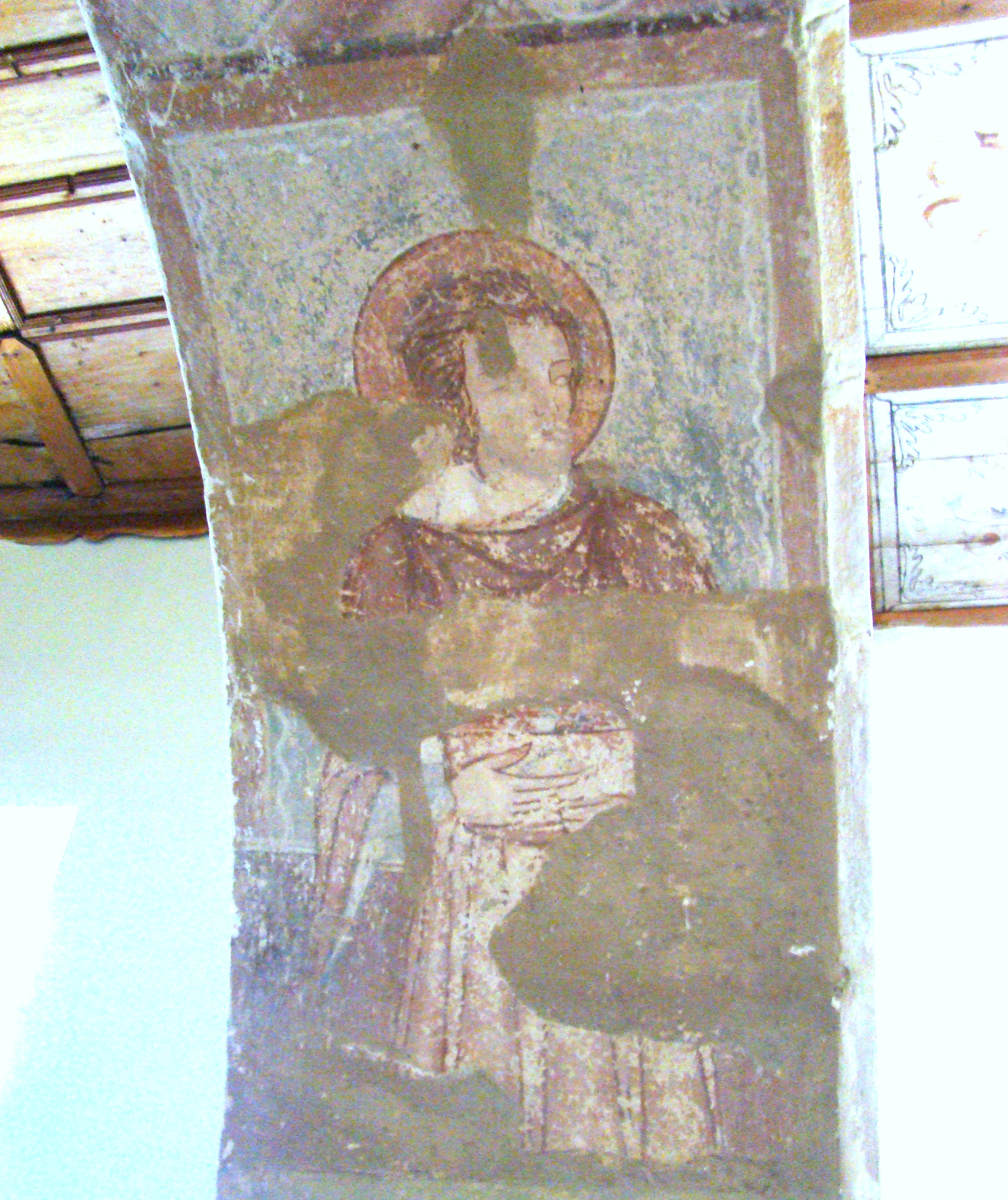
Fragment de frescă deteriorată, decapat de sub tencuială: figură de sfânt, neidentificat

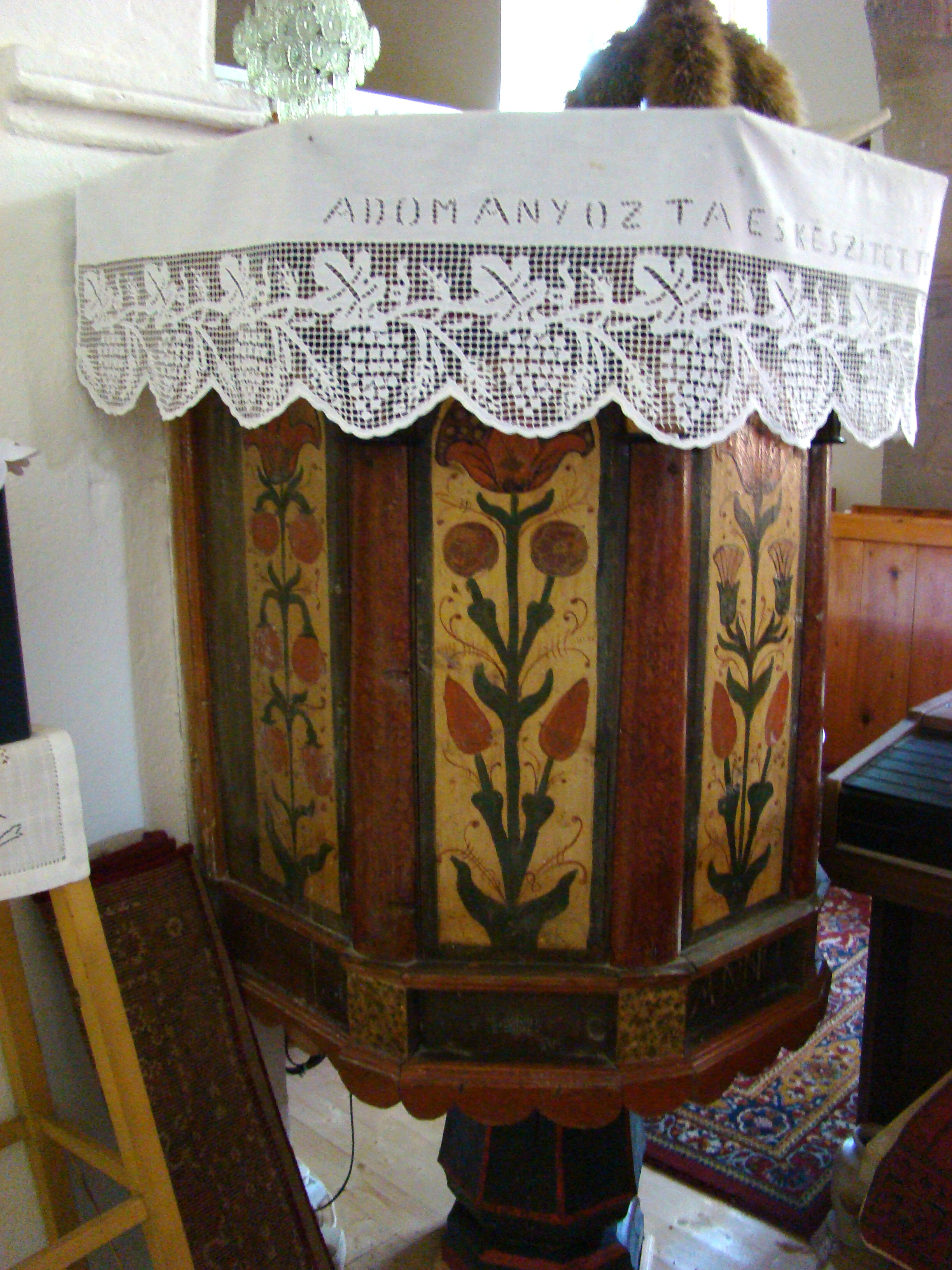
Amvonul cu parapet de lemn, de plan octogonal, realizat în 1719; tablele parapetului au o ornamentică florală pictată

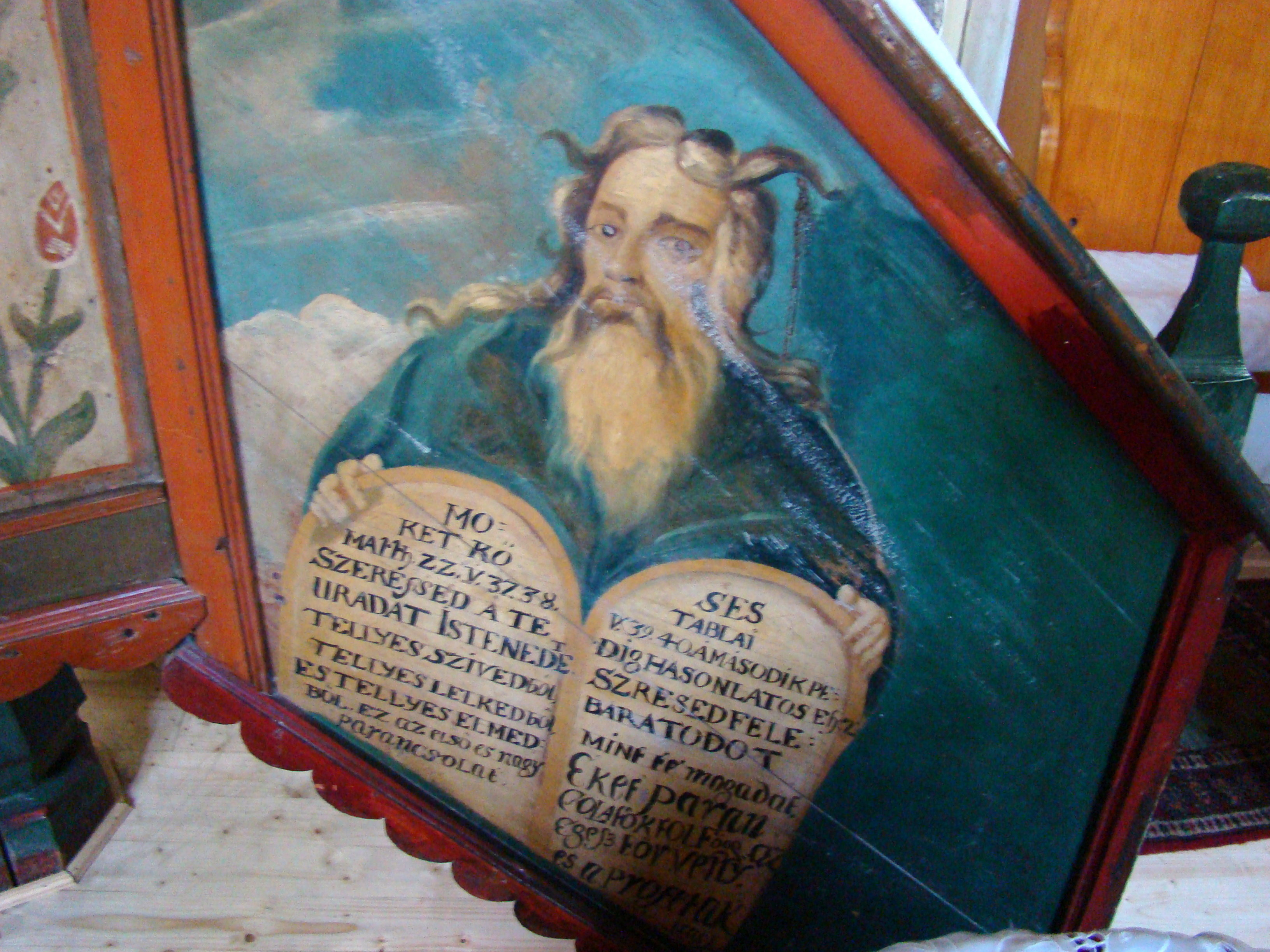
Figura lui Moise pictată pe parapetul scării amvonului

Biserica reformată din Fizeșu Gherlii, comuna Fizeșu Gherlii, județul Cluj, a fost construită în secolul XIII. Biserica se află pe noua listă a monumentelor istorice sub codul LMI:  CJ-II-m-B-07615. 

## Imagini din exterior

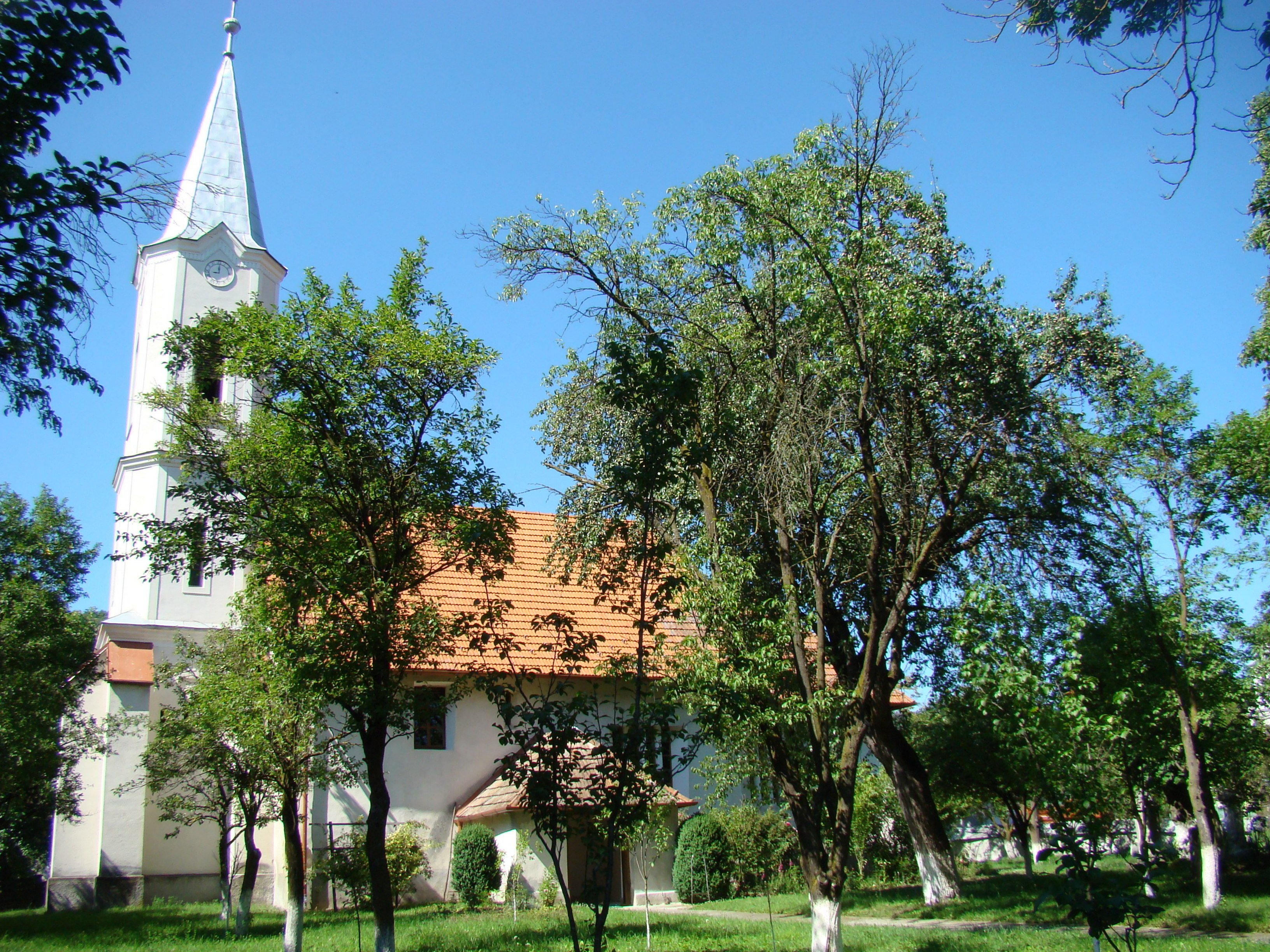
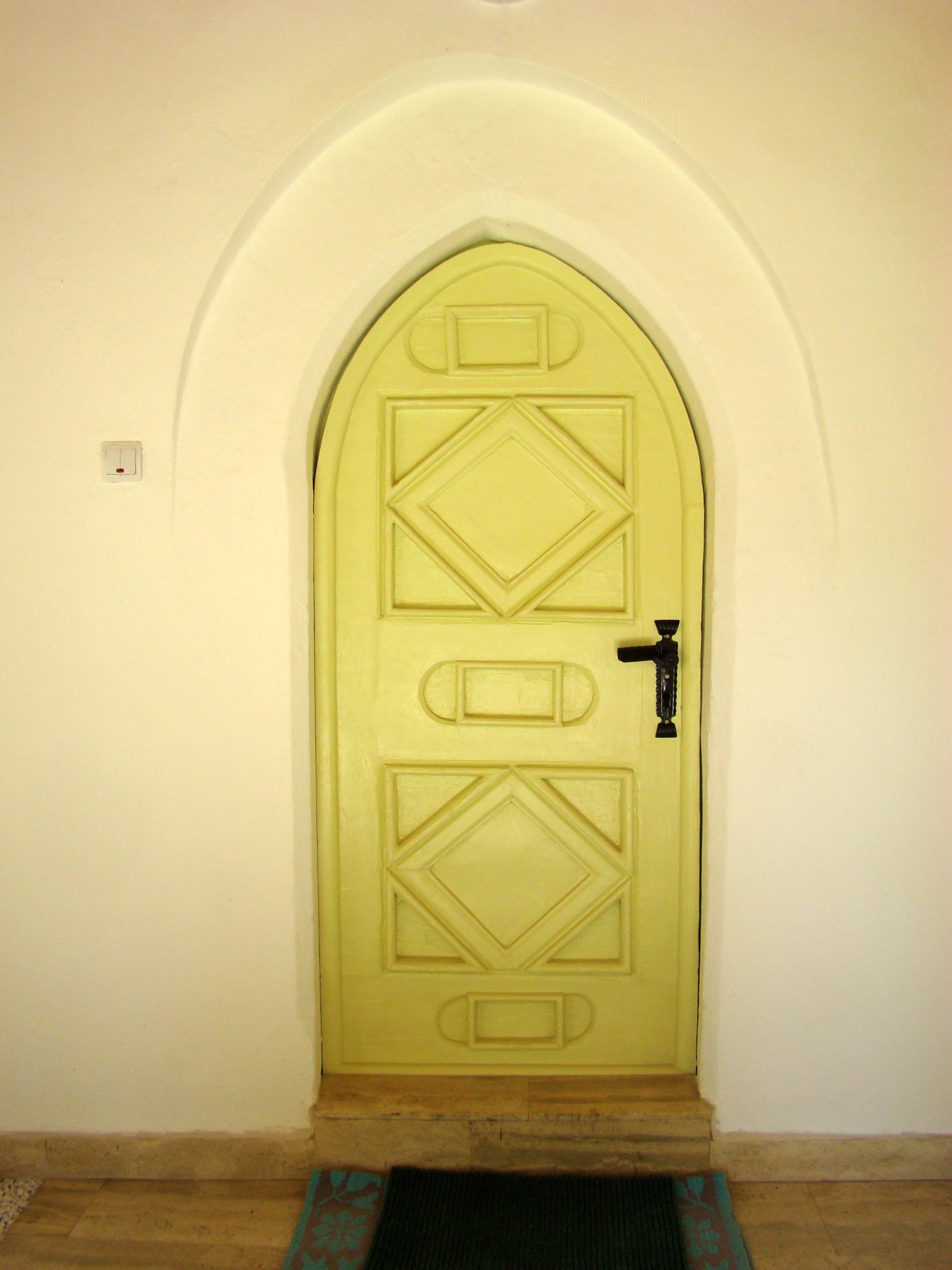
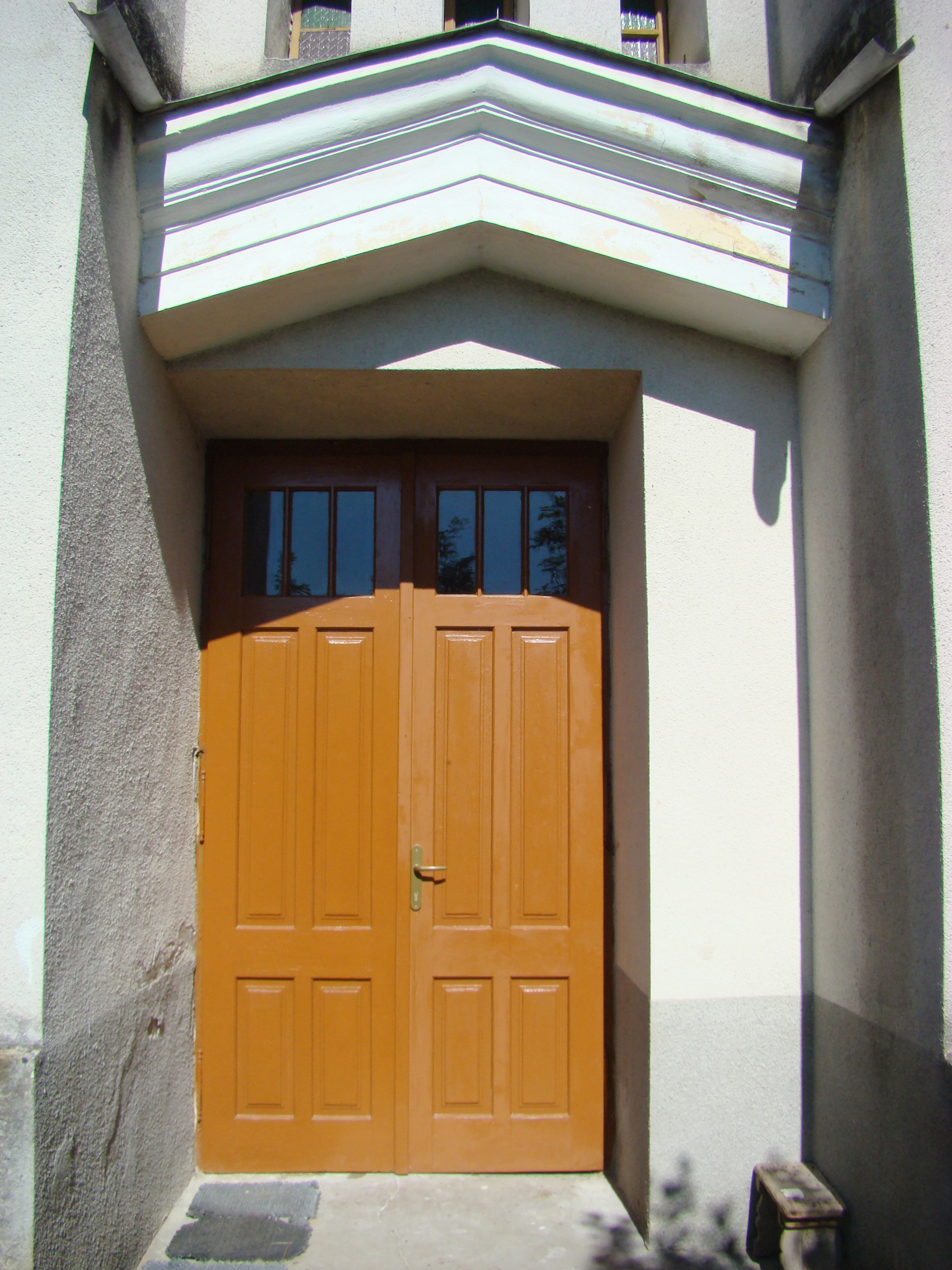
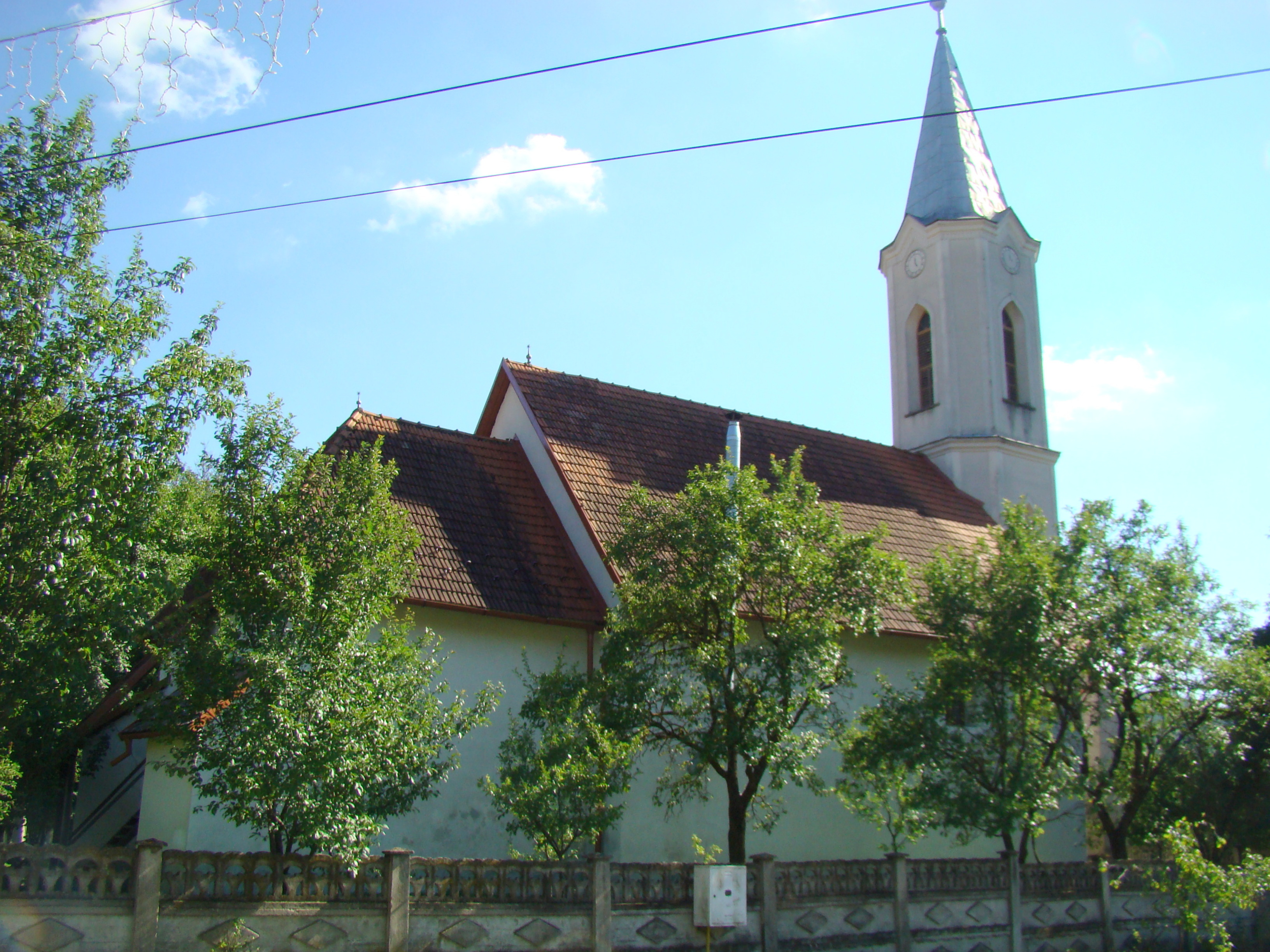
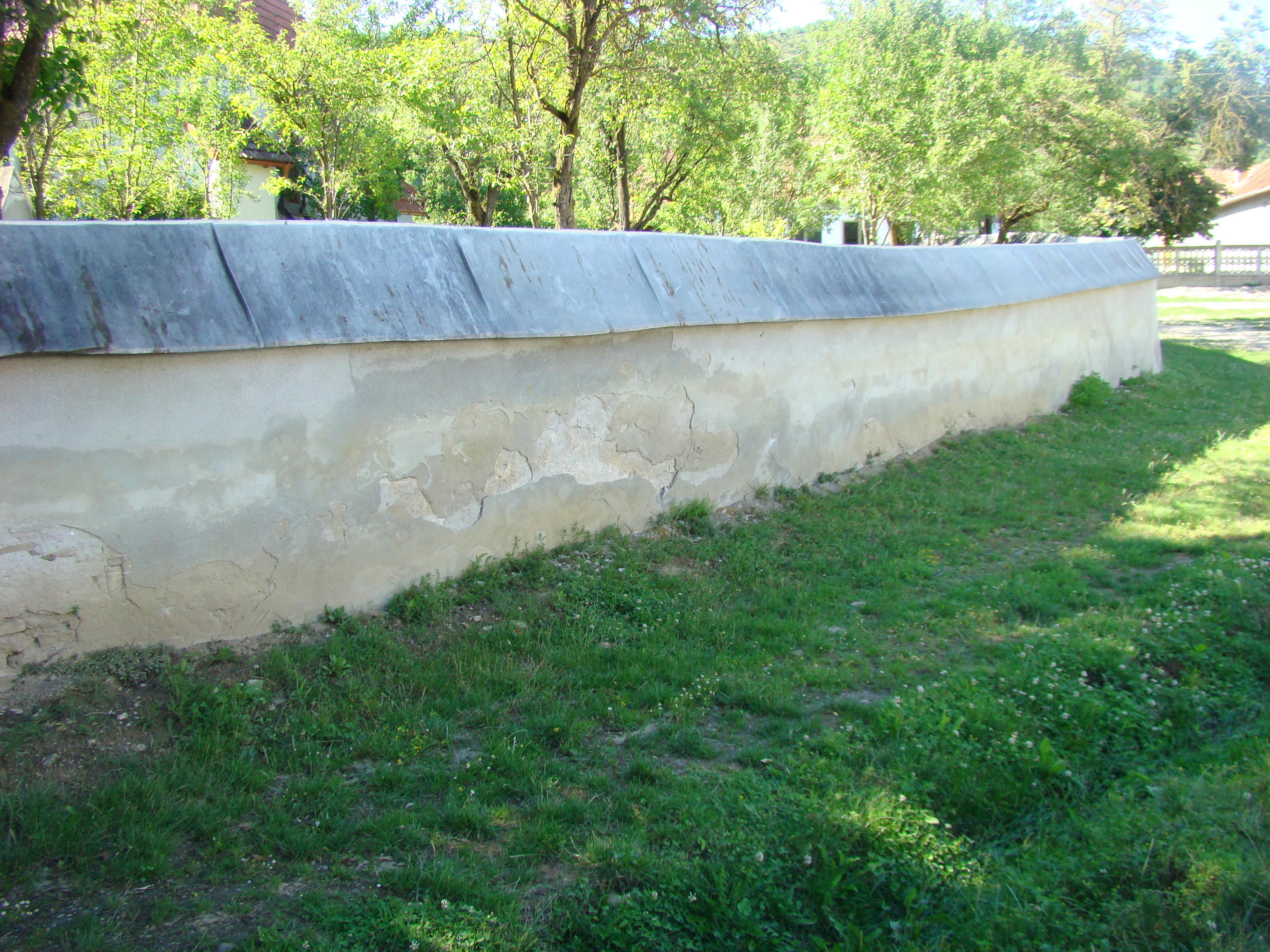
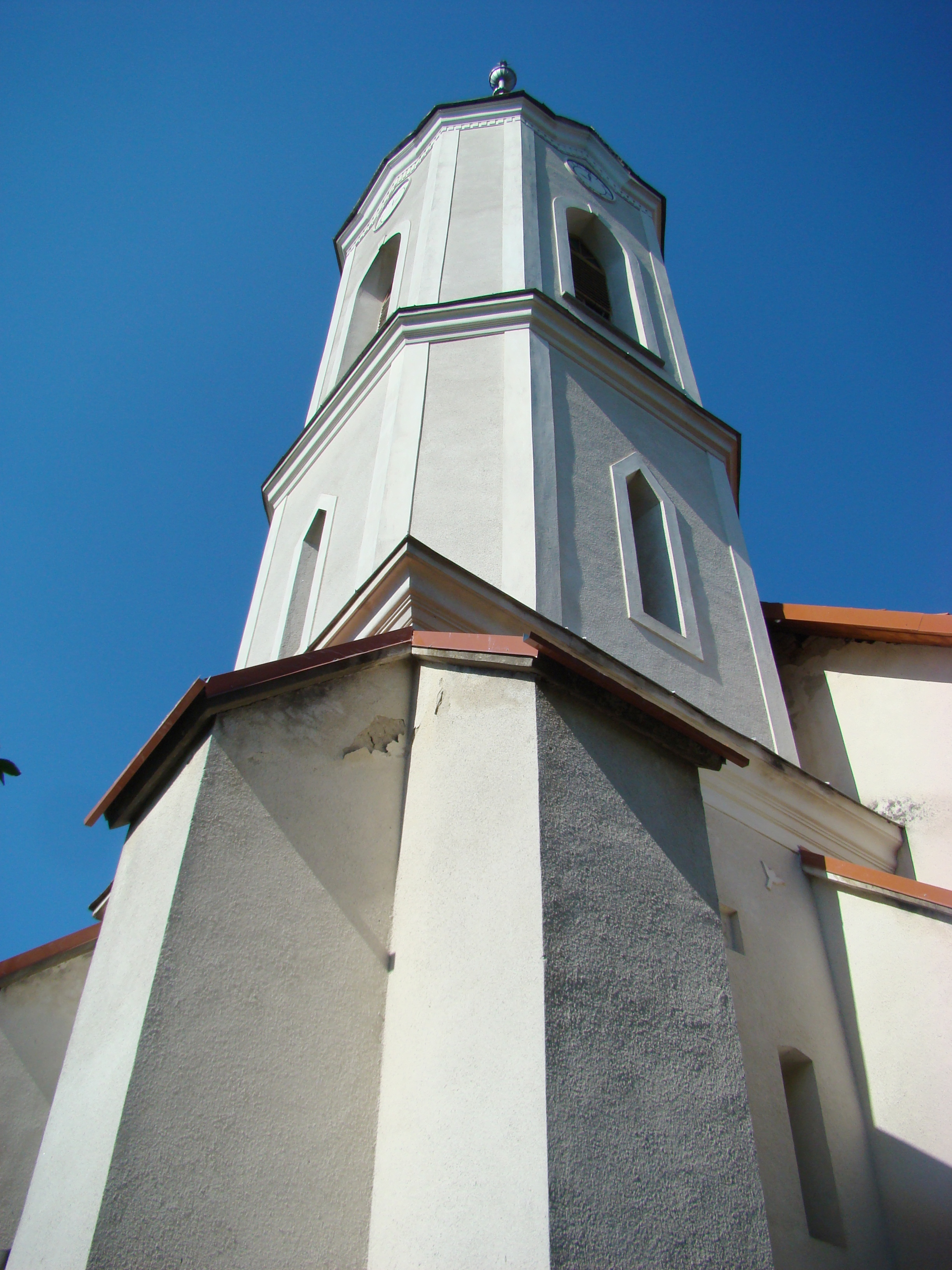
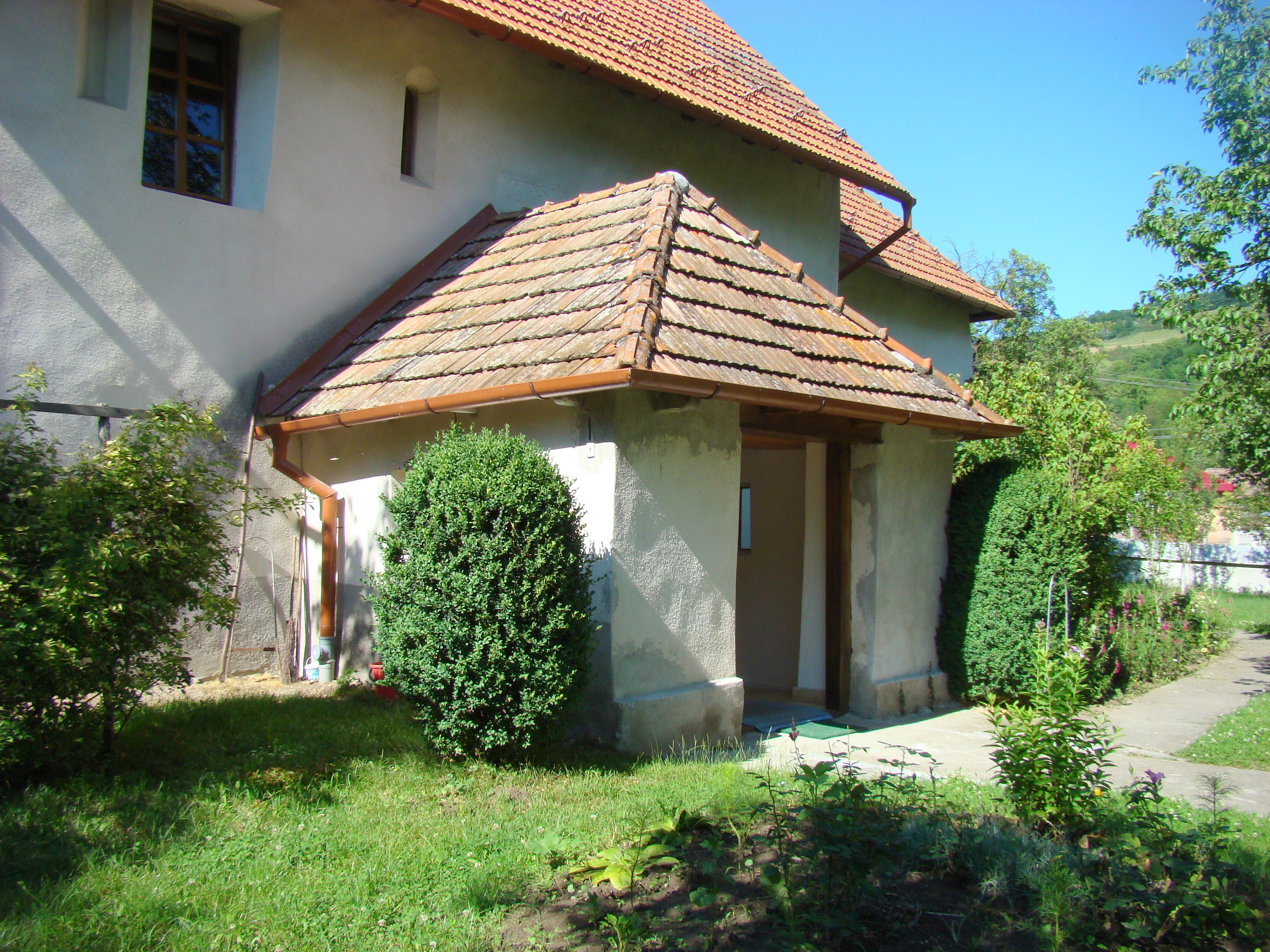
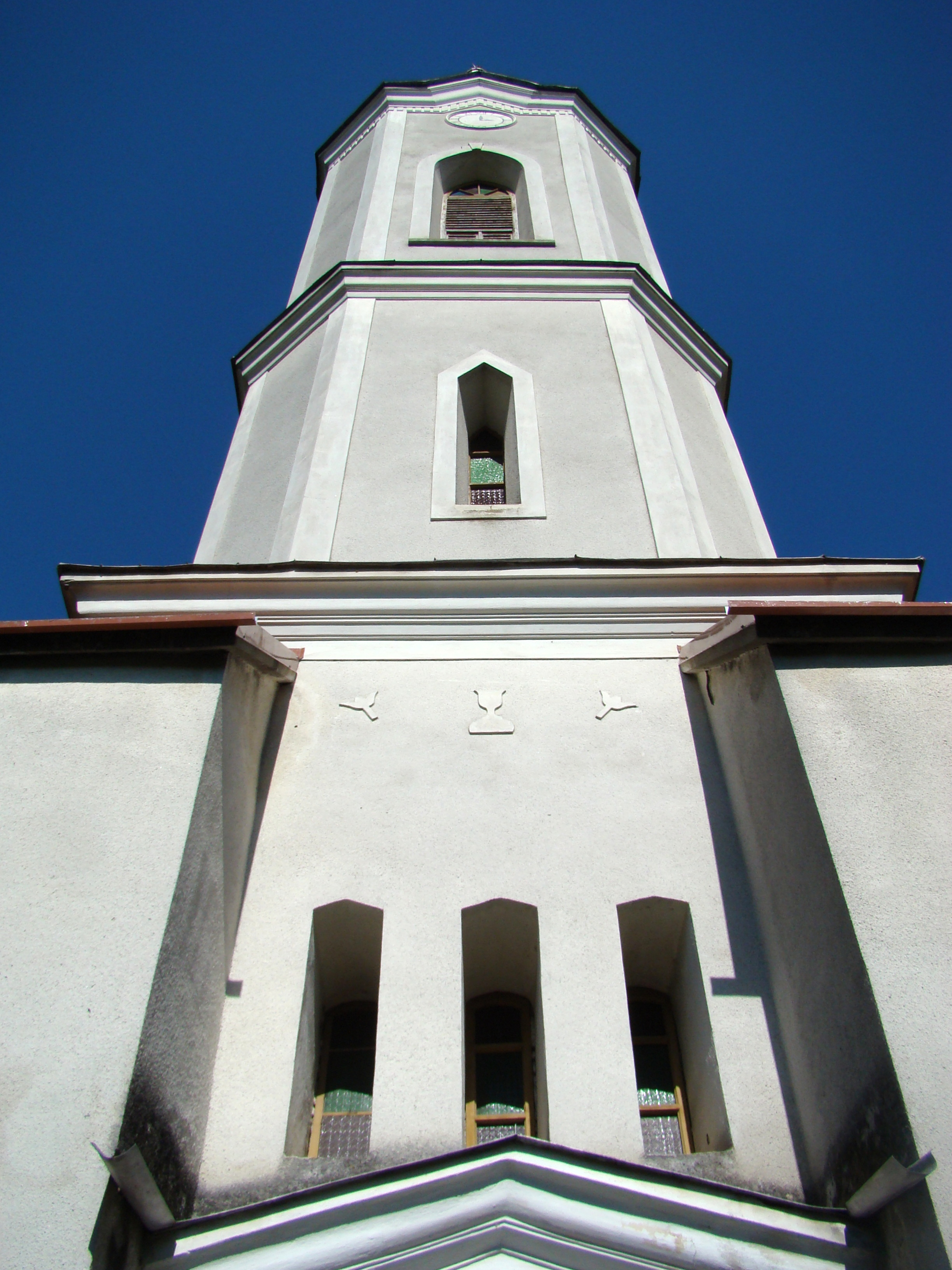
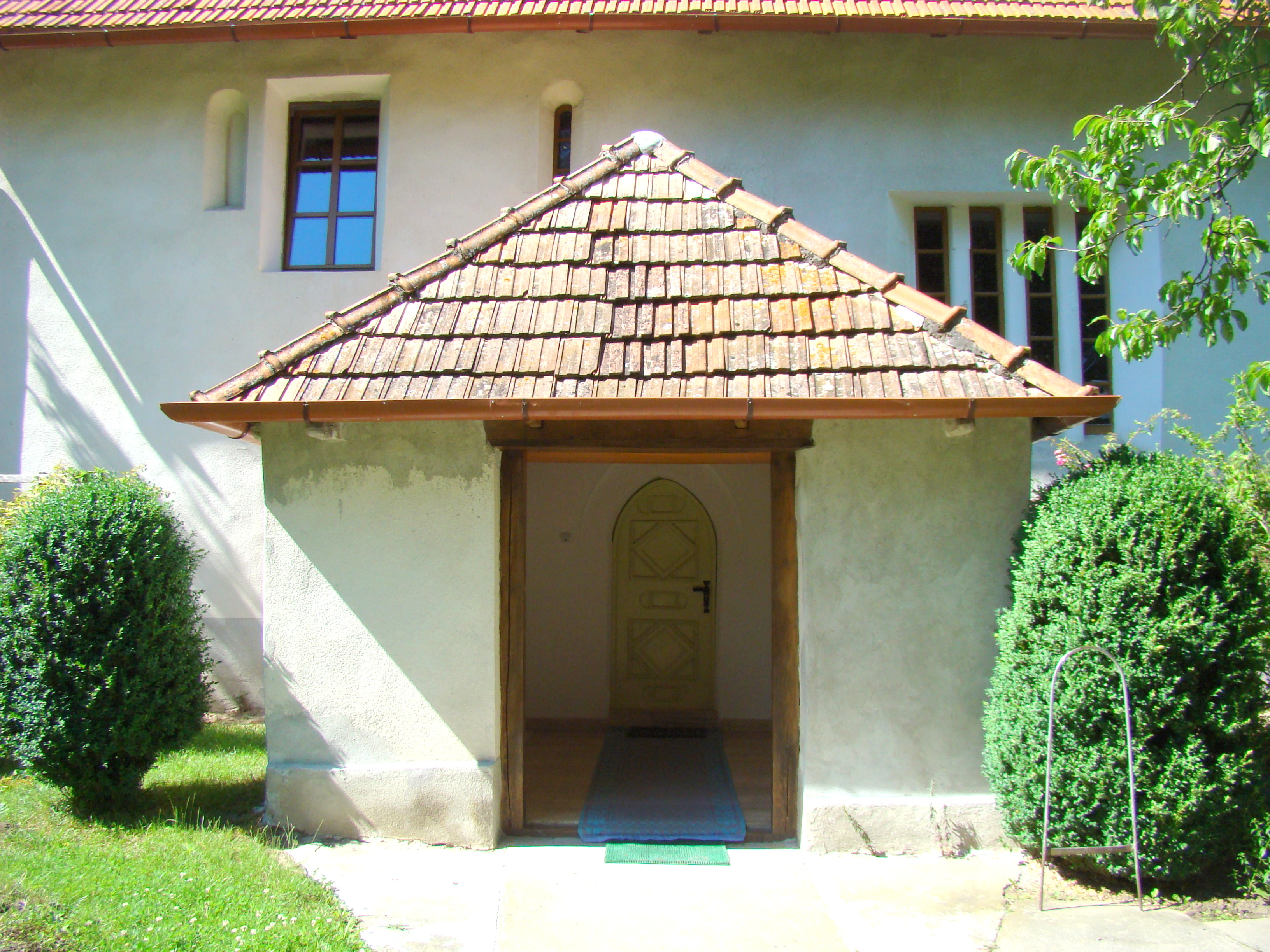
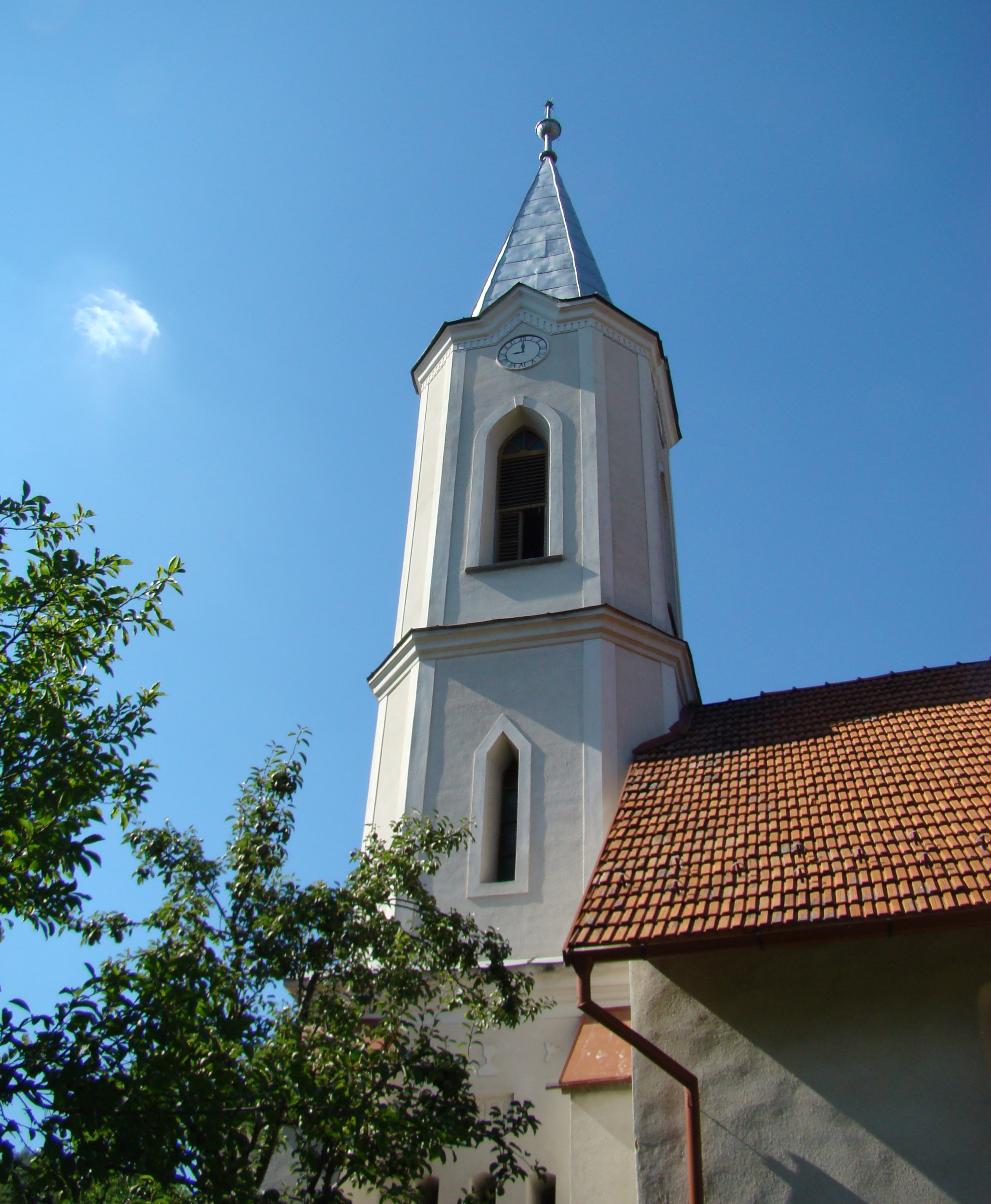
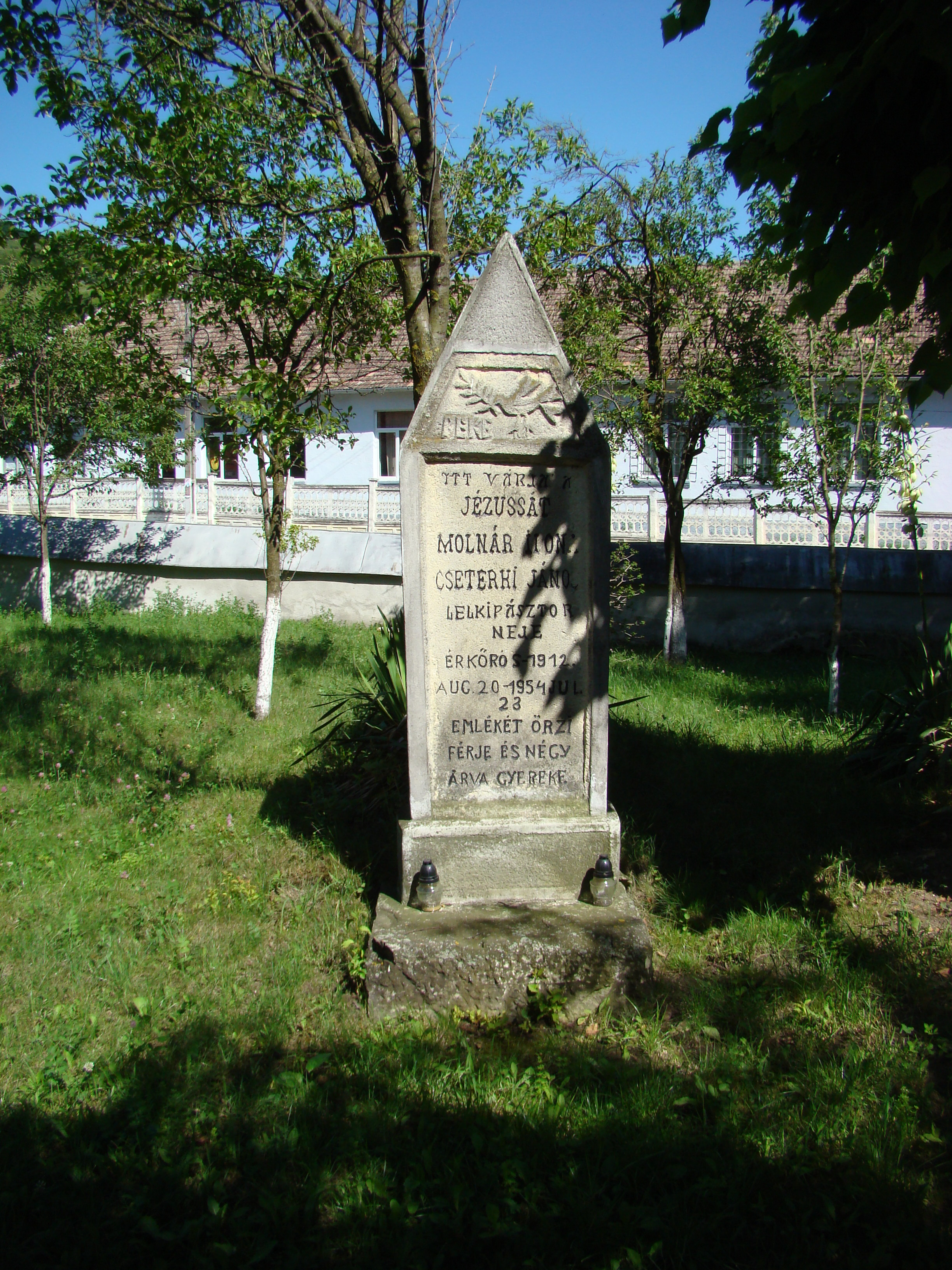
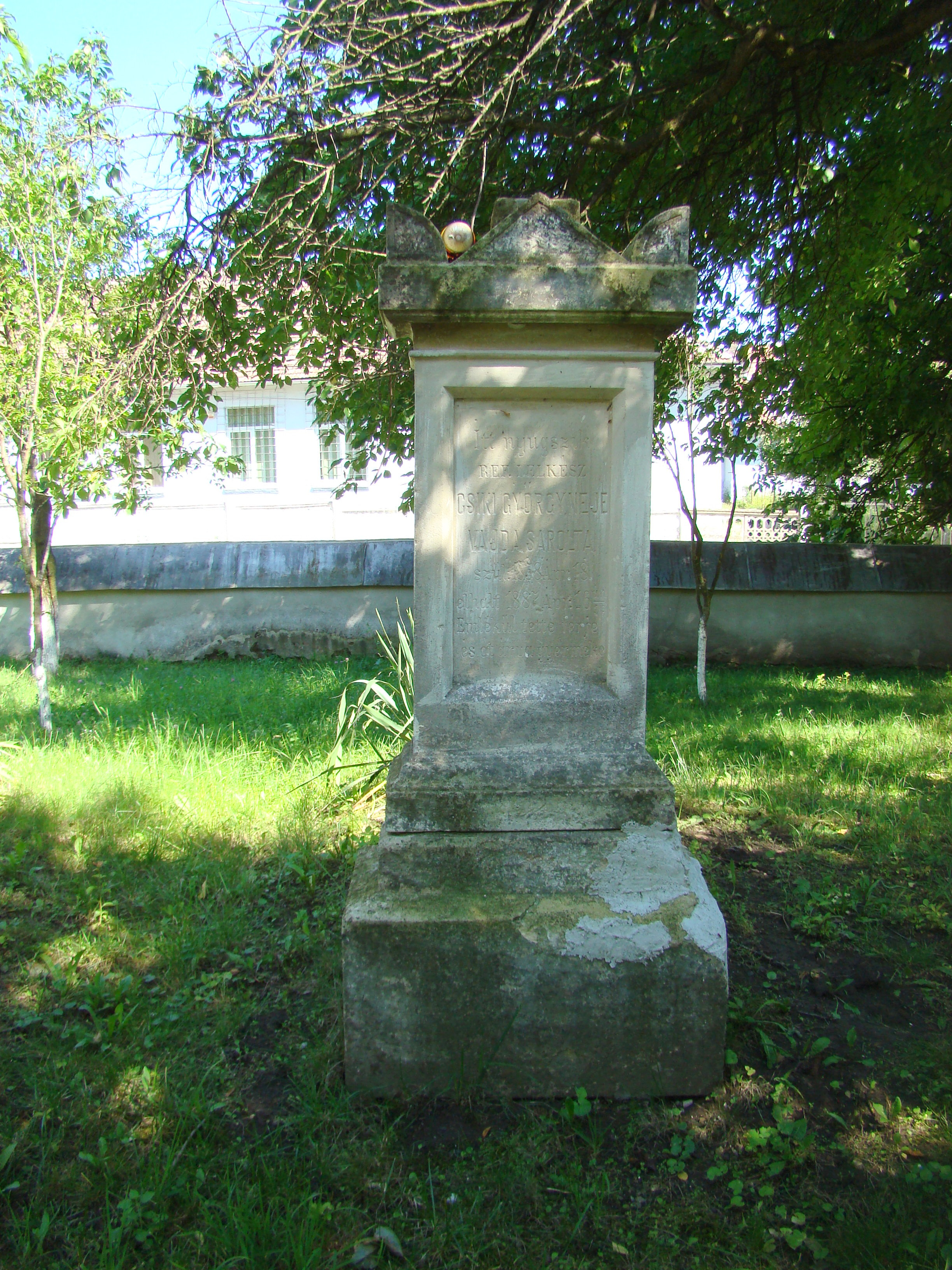
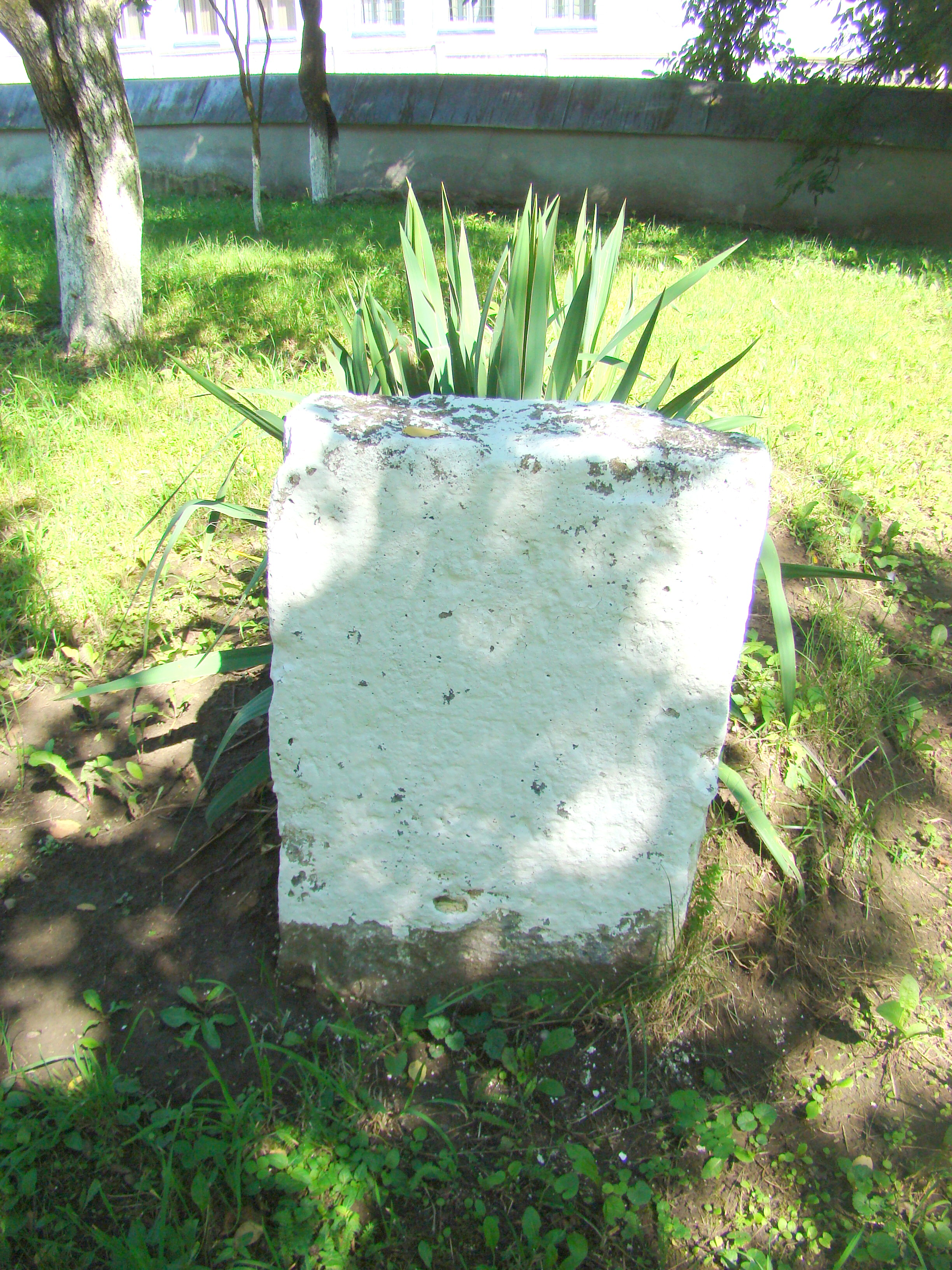
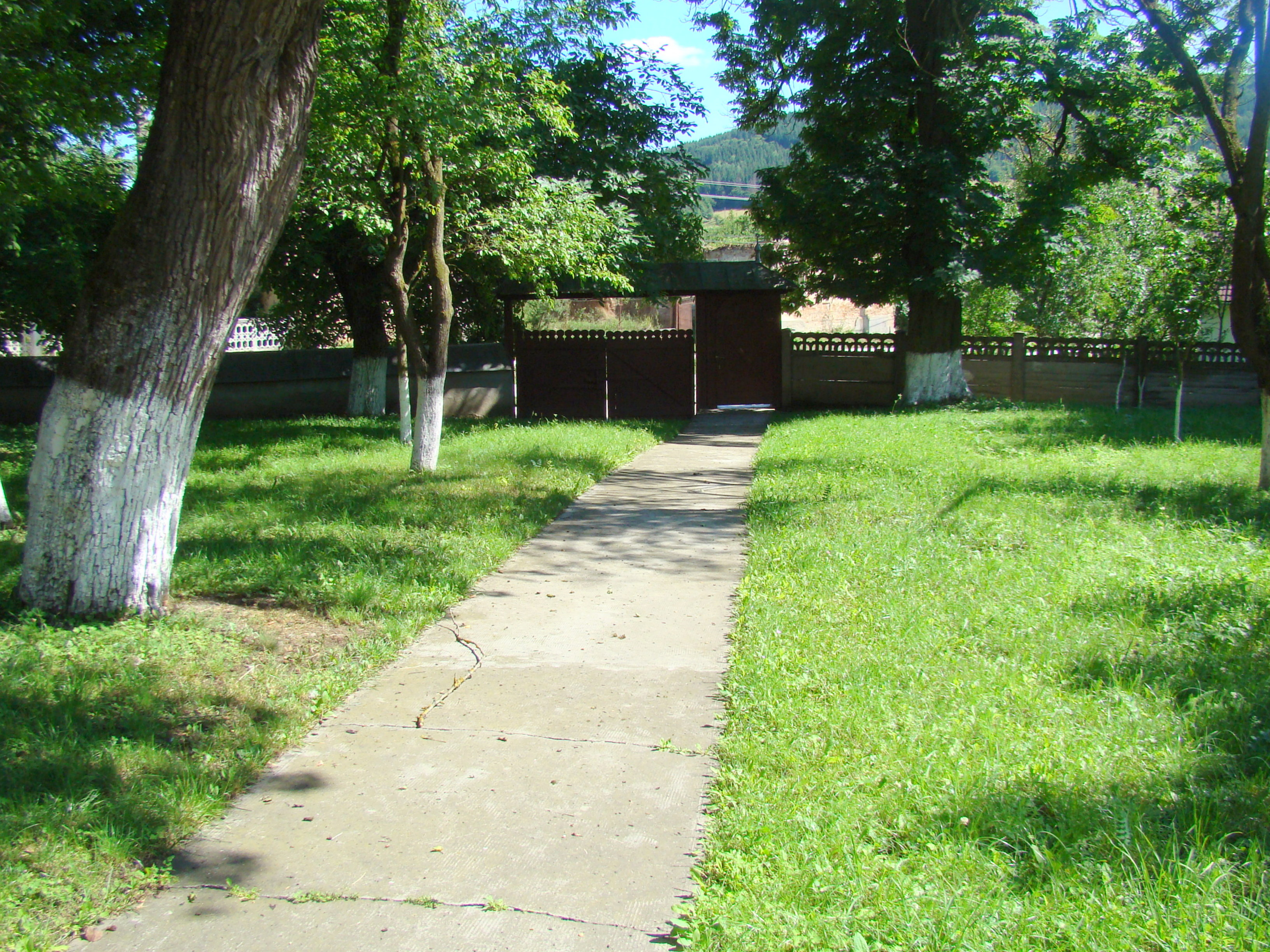
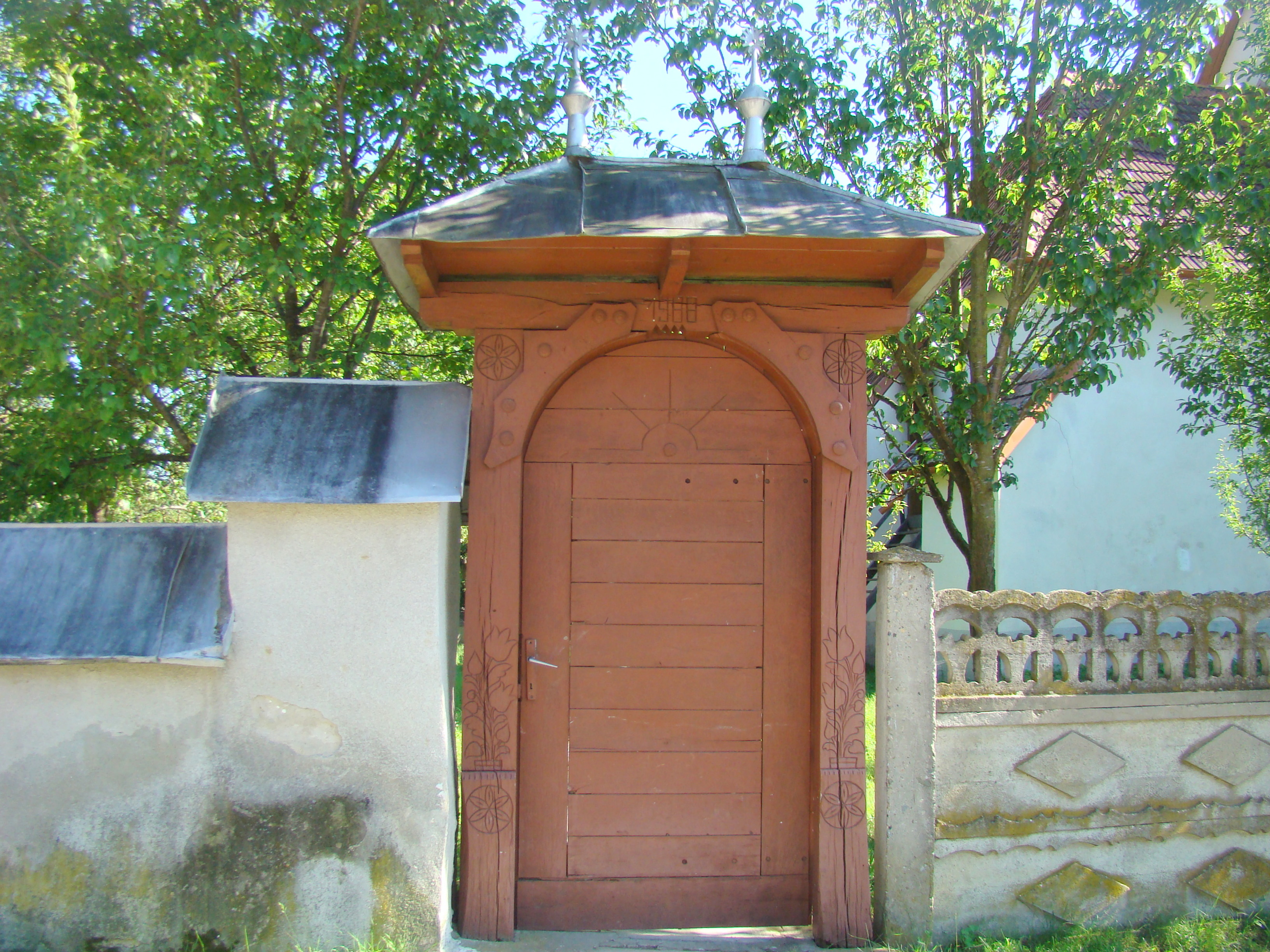

## Istoric
Localitatea Fizeșu Gherlii apare într-un document scris în 1230, care face referire la o diplomă mai veche a regelui Béla al III-lea. Fizeșu Gherlii făcea parte din comitatul medieval Dăbâca, fiind unul dintre satele familiei nobiliare Wass de Țaga. Prima menționare documentară a parohiei poate fi găsită în dijmele papale: în anul 1332, Toma, preot de Fises, plătise 32 de denari, o sumă însemnată. Parohia aparținea arhidiaconatului de Dăbâca. În secolul XVI comunitatea din Fizeșu Gherlii s-a convertit la religia calvină. În timpul incursiunilor tătare dintre 1658-1651 și din 1670, satul și biserica au fost devastate. După aceste evenimente, în anul 1675, au fost demarate lucrări importante de reparații, atât în interiorul, cât și în exteriorul bisericii. Biserica a avut o valoroasă clopotniță de lemn, înaltă, de plan dreptunghiular, construită în 1675 și reparată în 1761. Ea a fost demolată în 1930, când, după planurile lui László Debreczeni, architect și inginer-constructor în cadrul Eparhiei Reformate din Ardeal, s-a zidit turnul-clopotniță actual, adosat fațadei vestice. Tot Debreczeni, în anul 1935, a deschis două ferestre largi în peretele corului și al navei.

## Trăsături
Biserica reformată se află în centrul localității Fizeșu Gherlii și este înconjurată de un gard zidit din piatră, de plan ovoidal neregulat. Este compusă din turn-clopotniță la vest, navă dreptunghiulară și cor de plan pătrat la est. Acest tip de planimetrie, a fost foarte răspândit pe valea Someșului în secolul XIII, fiind întâlnit și la bisericile romanice din Bonțida, Nima, Orman, Bădești, Chidea, Gherla, Boteni. Cel mai înalt element volumetric al bisericii este turnul, nava este mai înaltă decât corul și porticul. Nava și corul sunt acoperite cu țiglă, iar turnul este învelit cu tablă zincată.
Nava este deschisă spre cor prin arcul de triumf semicircular, compus din blocuri fațetate de piatră. În timpul lucrărilor conduse de Debreczeni, în 1935, pe intradosul arcului de triumf a fost dezvelit un decor de pictură murală. Nava este acoperită de un tavan casetat, din secolul XVII, care face parte din seria celor mai vechi tavane casetate ale Transilvaniei. Tavanul este format din 7 rânduri, a câte 9 casete, de formă pătrată, cele din rândul nordic au formă dreptunghiulară. Majoritatea casetelor au decor floral, la care se adaugă trei casete cu embleme heraldice și trei cu corpuri cerești. Și corul dispune de un tavan casetat, nepictat, de o calitate inferioară comparativ cu nivelul calitativ al tavanului navei.

## Imagini din interior

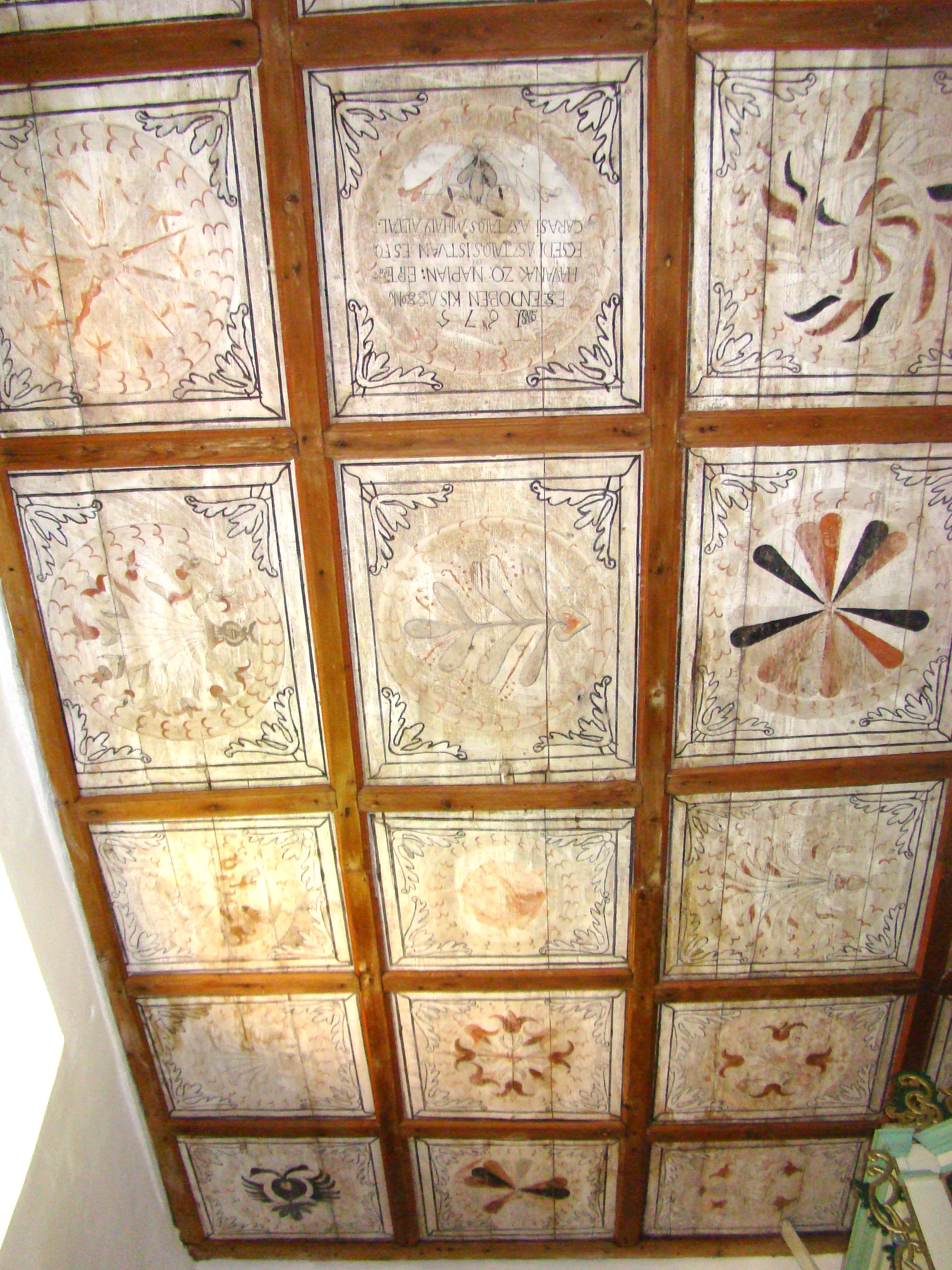
Tavanul casetat al navei realizat în 1675 (detaliu)
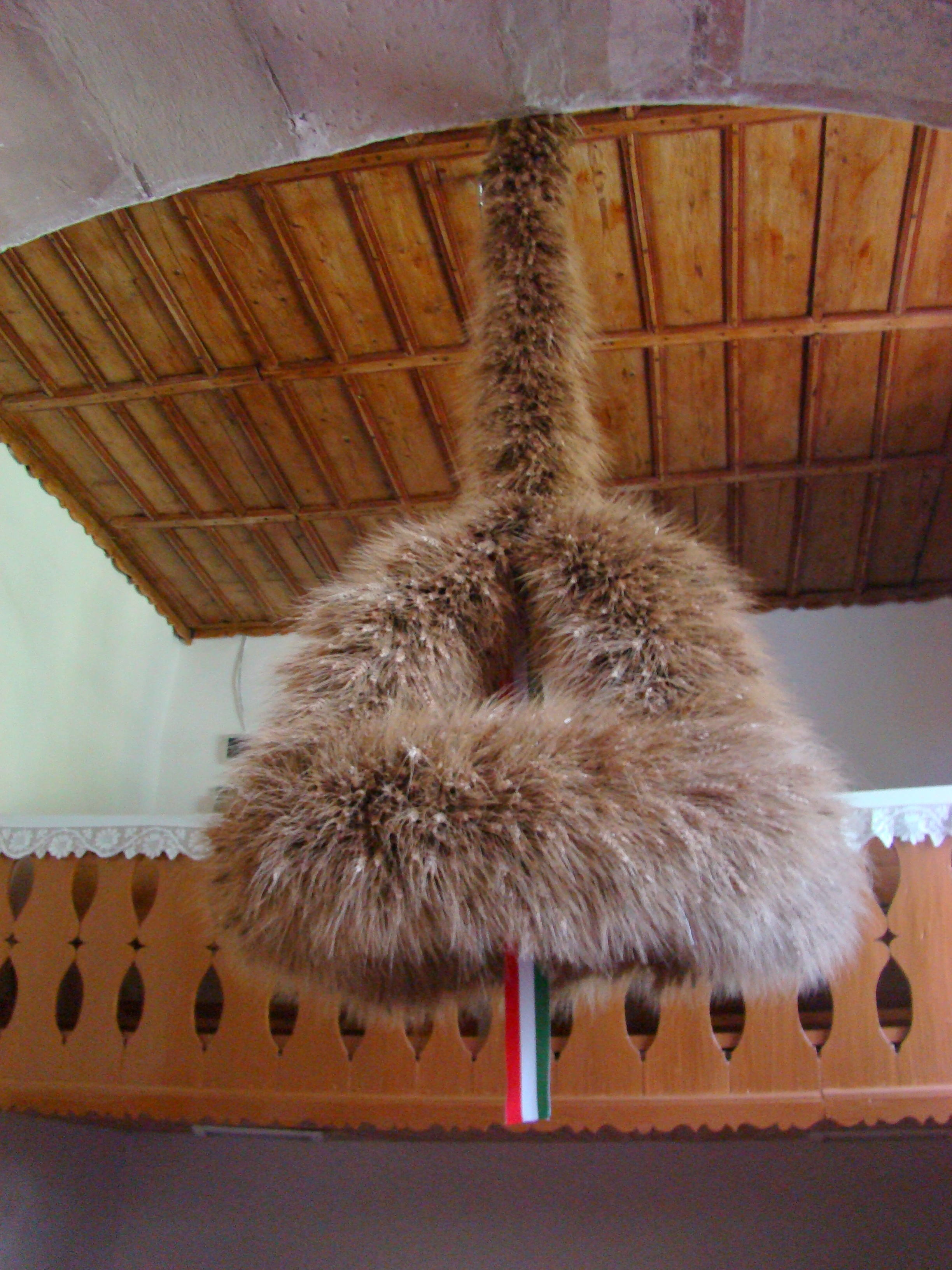
Cununa din spice de grâu
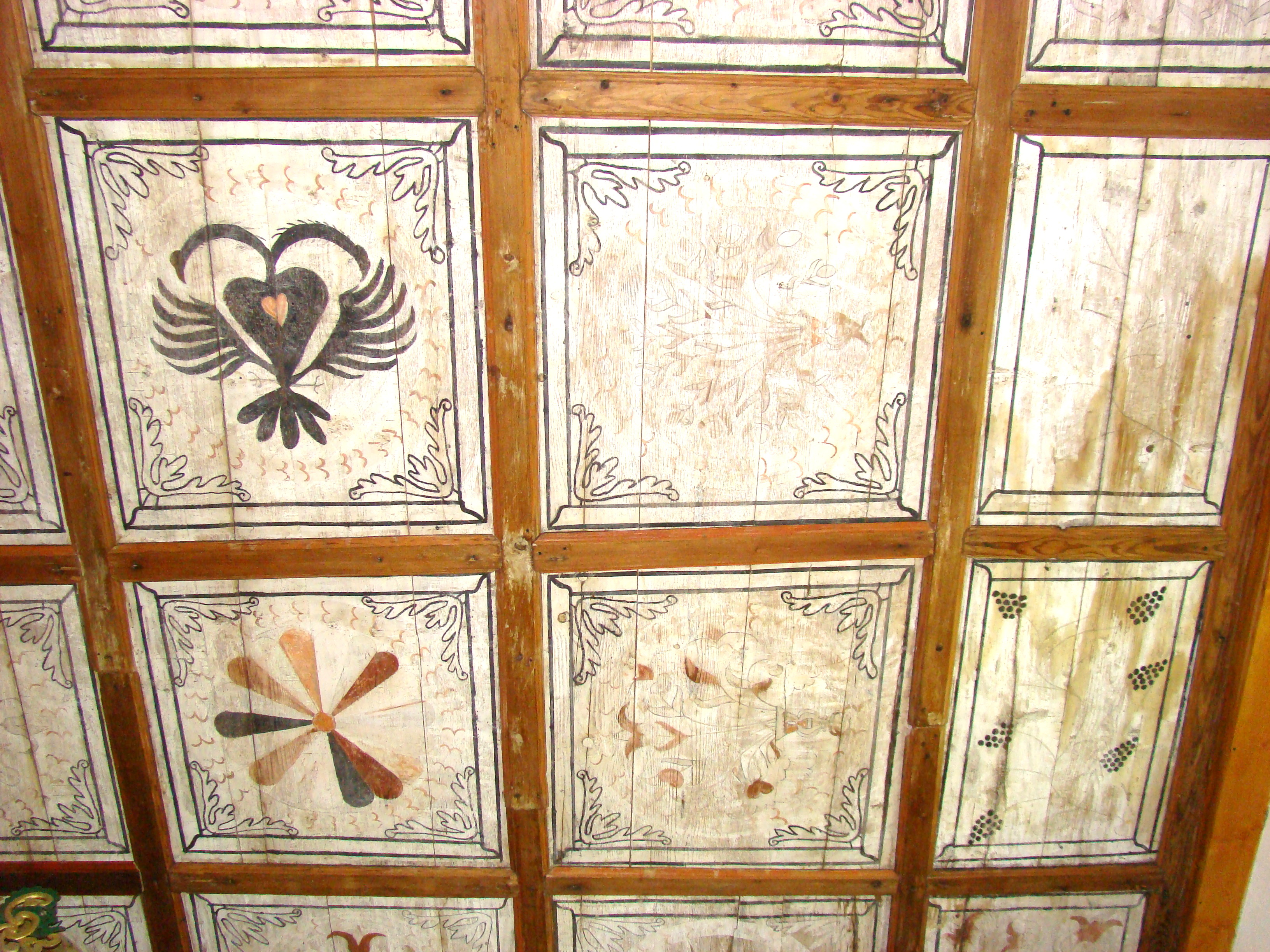
Tavanul casetat al navei realizat în 1675 (detaliu)
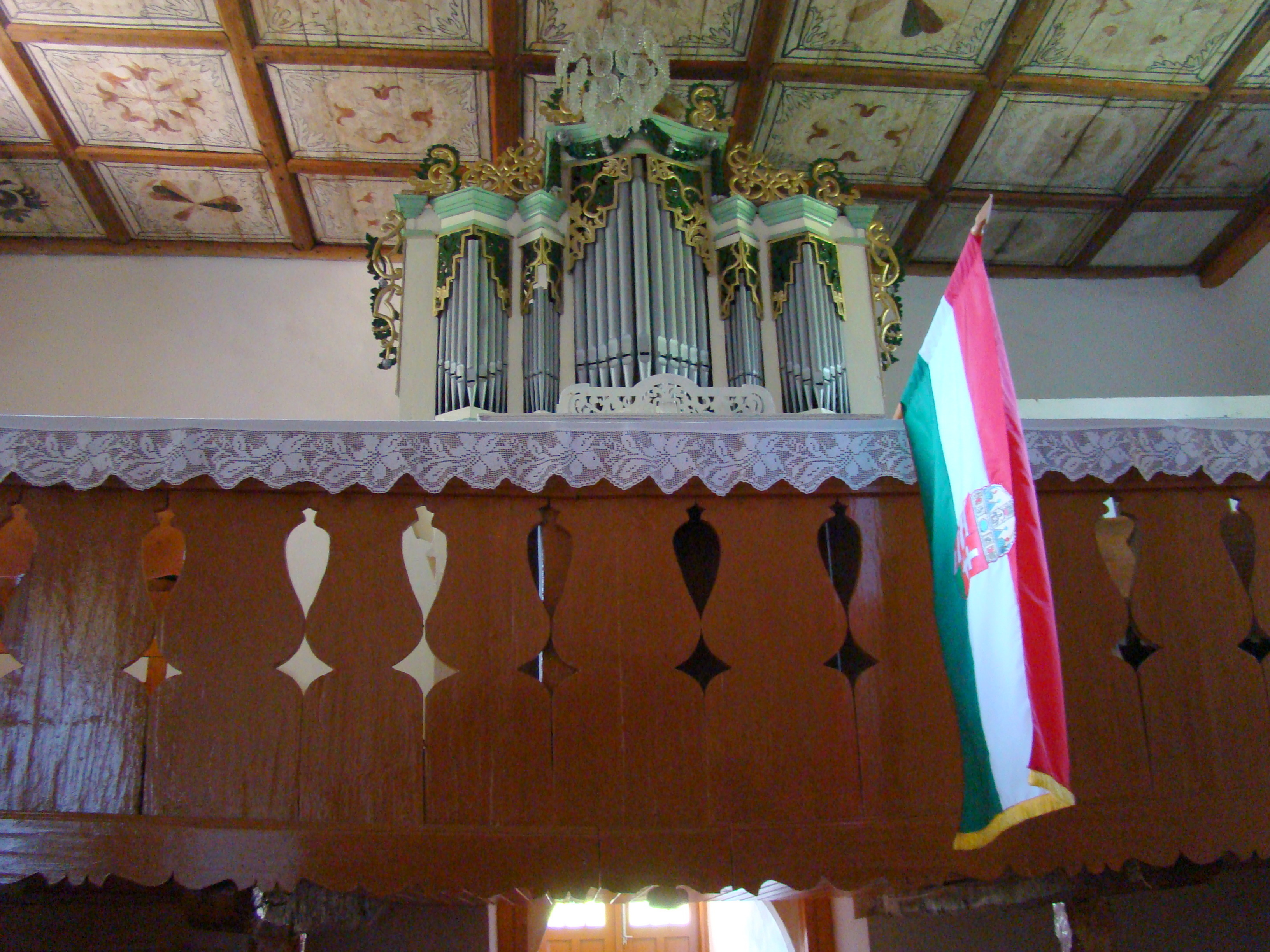
Tribuna de orgă care datează din secolul XIX
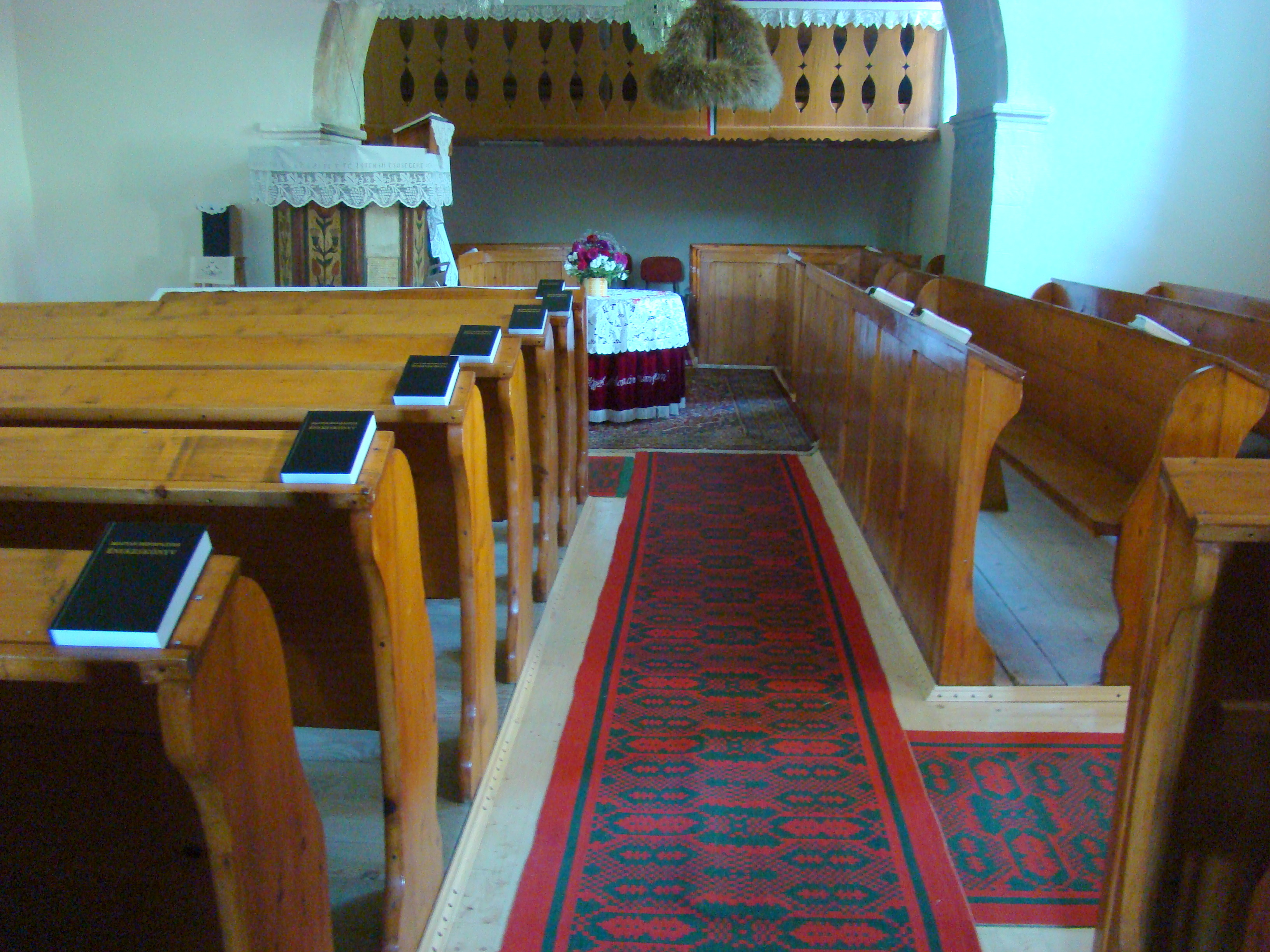
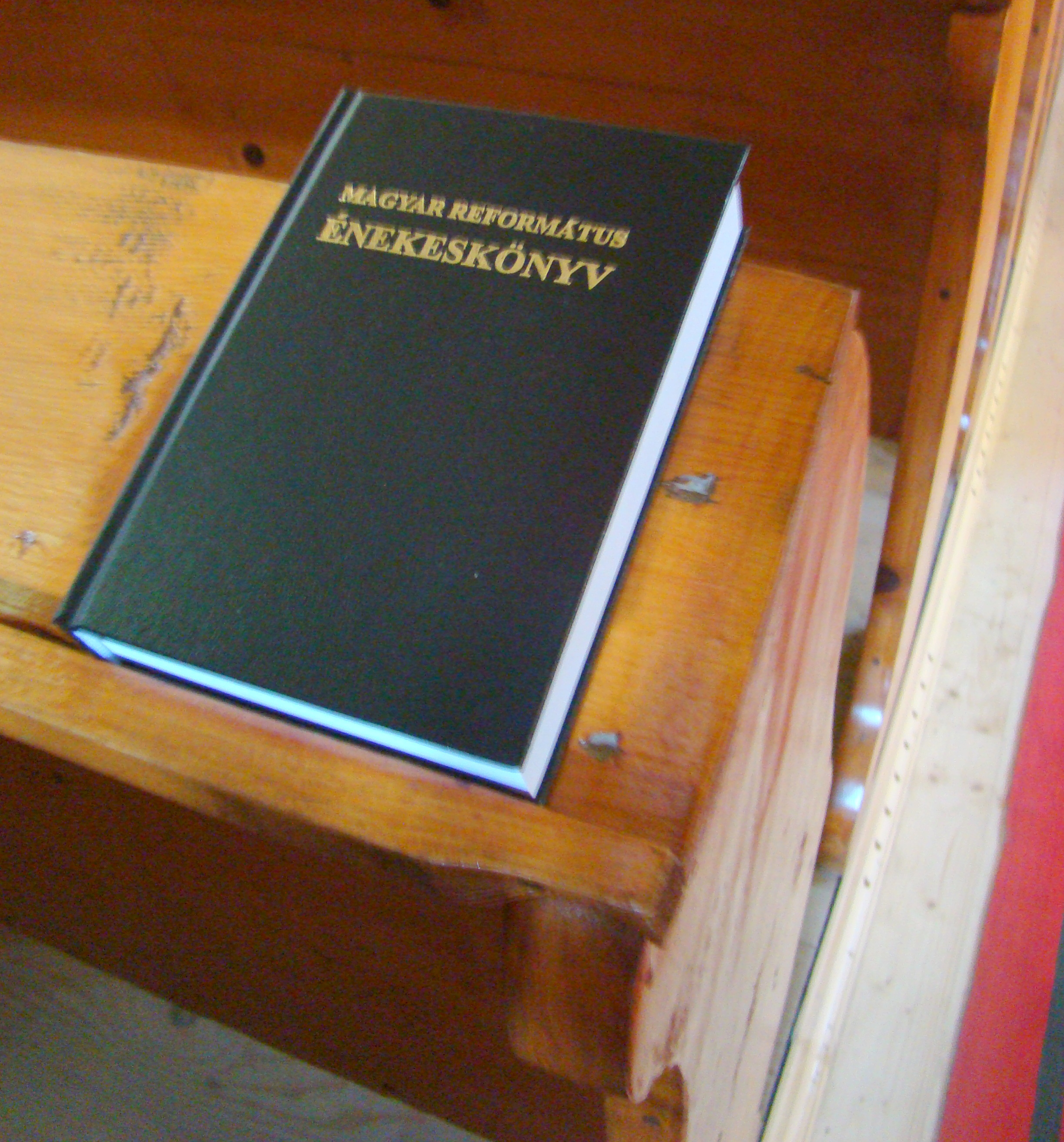
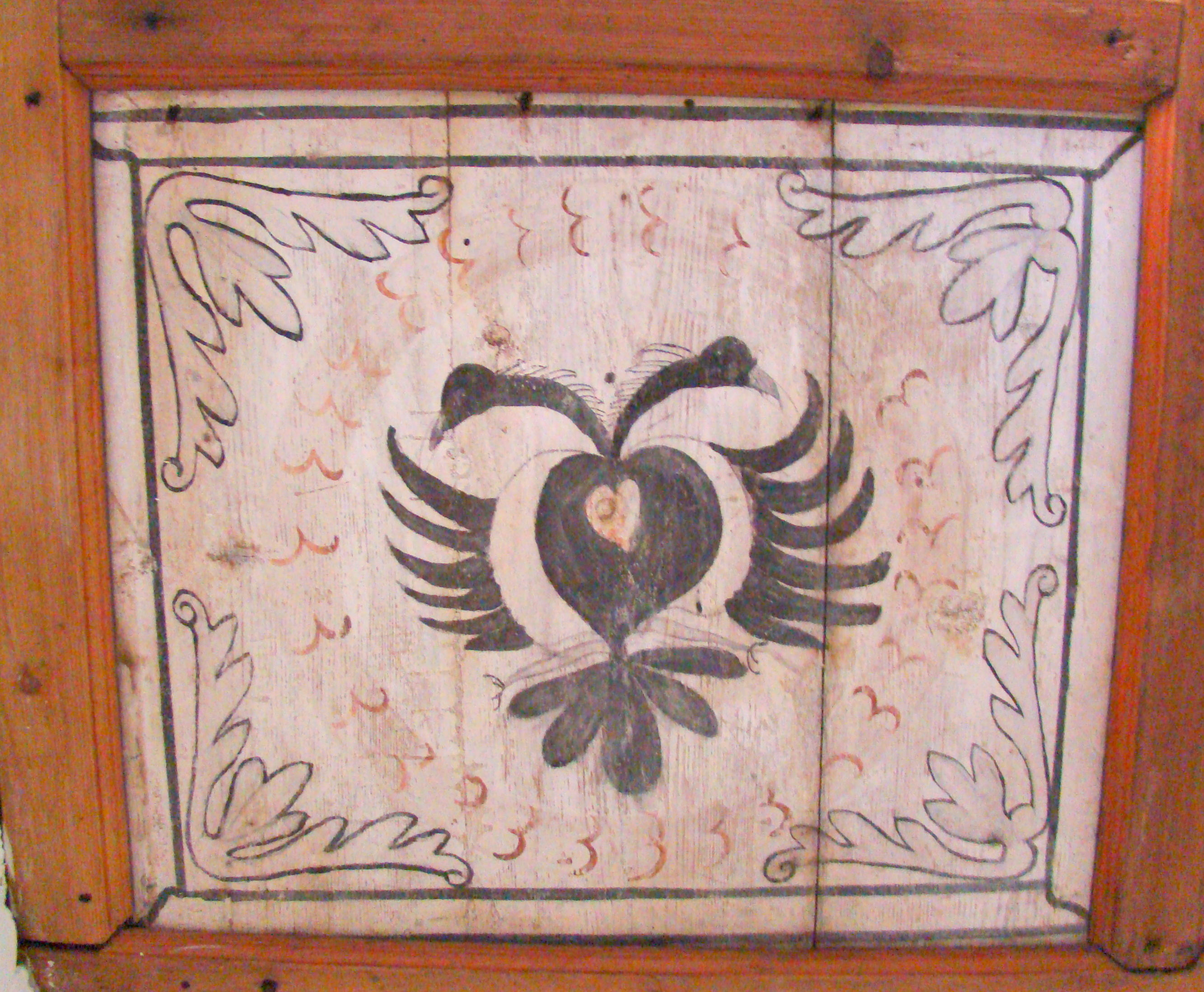
Casetă cu emblemă heraldică: vulturul cu două capete
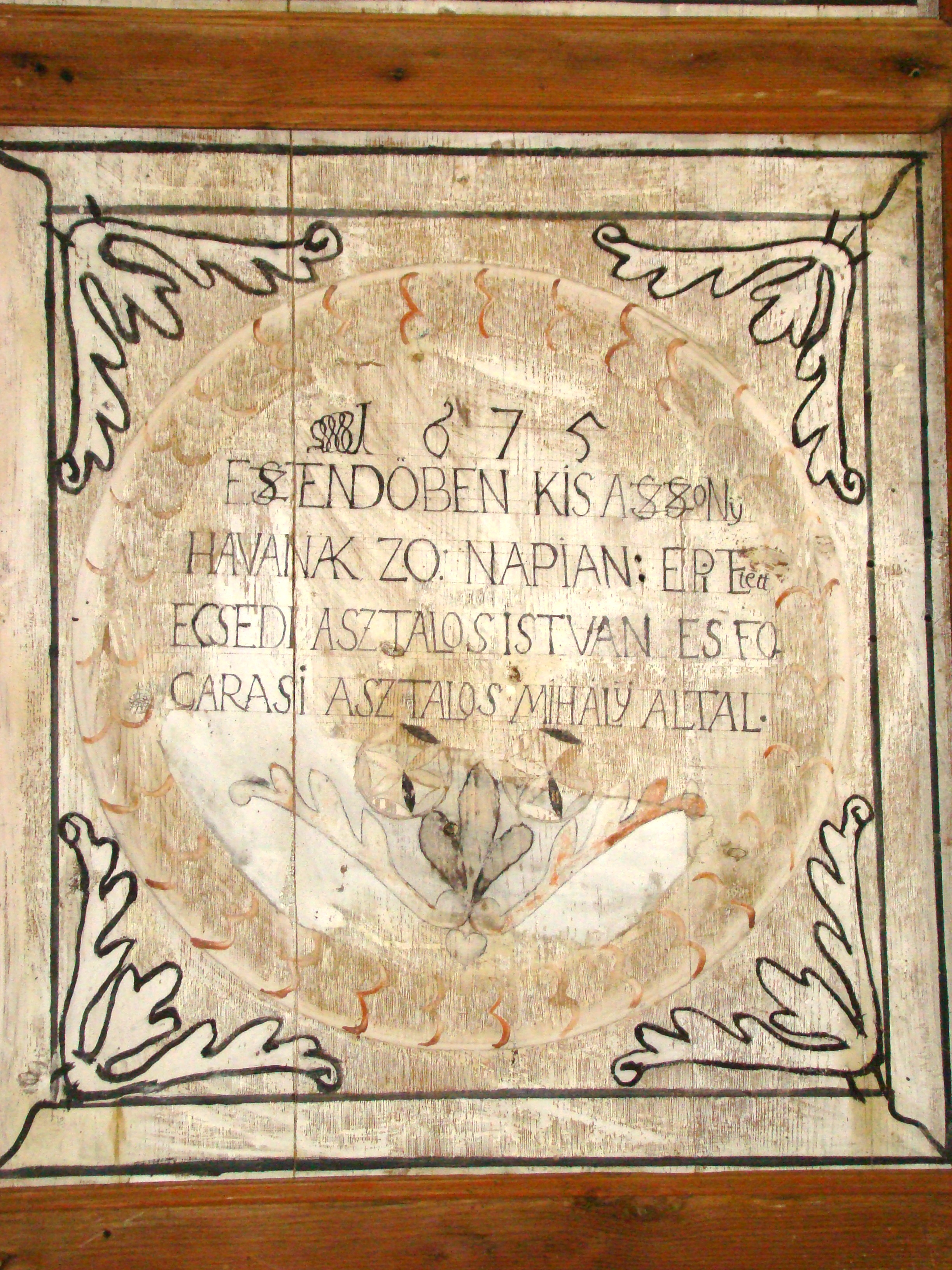
Casetă inscripționată care îi consemnează pe cei doi meșteri care au realizat tavanul casetat: Istvan Ecsedi Asztalos și Mihaly Fogarasi Asztalos
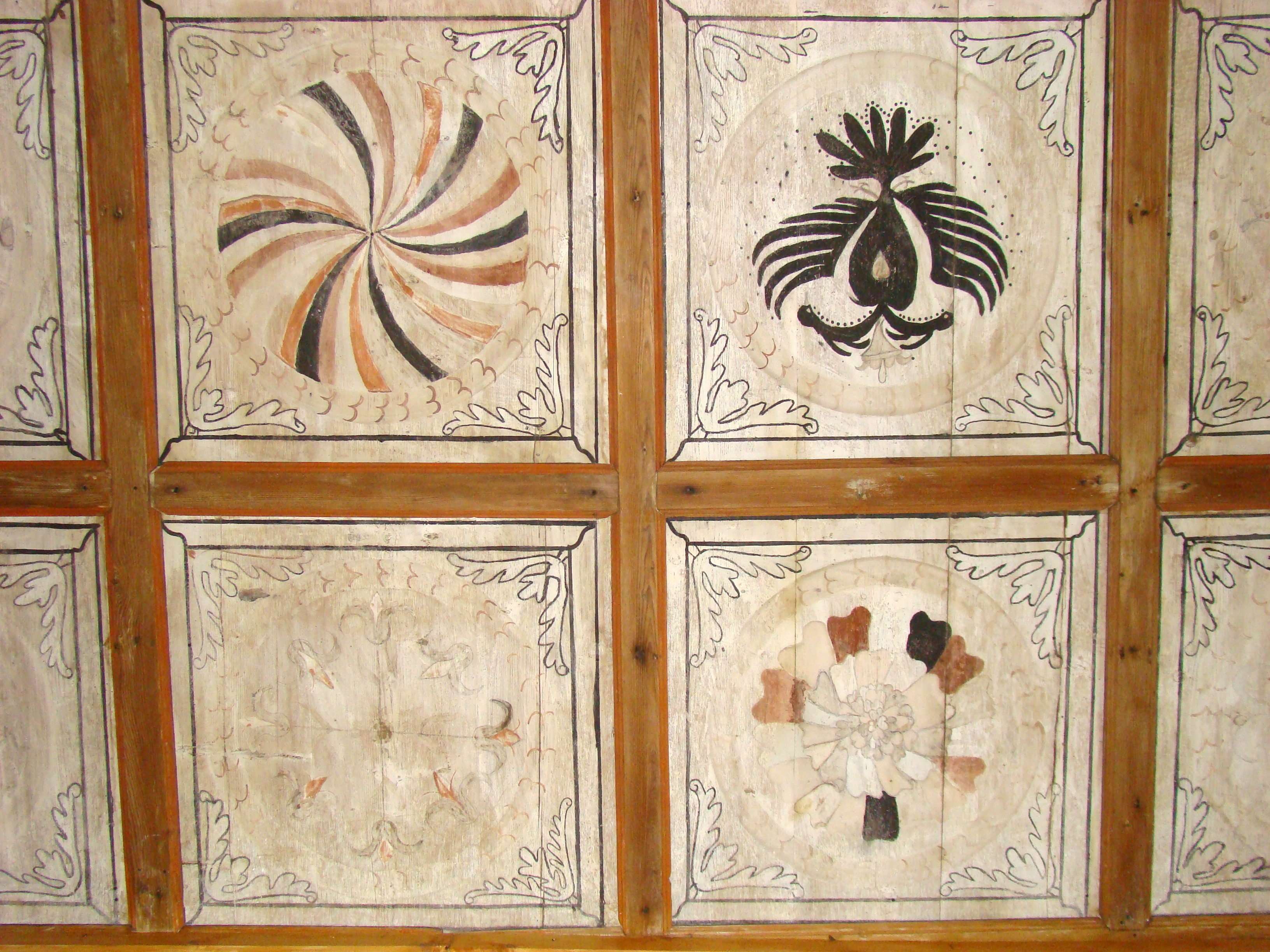
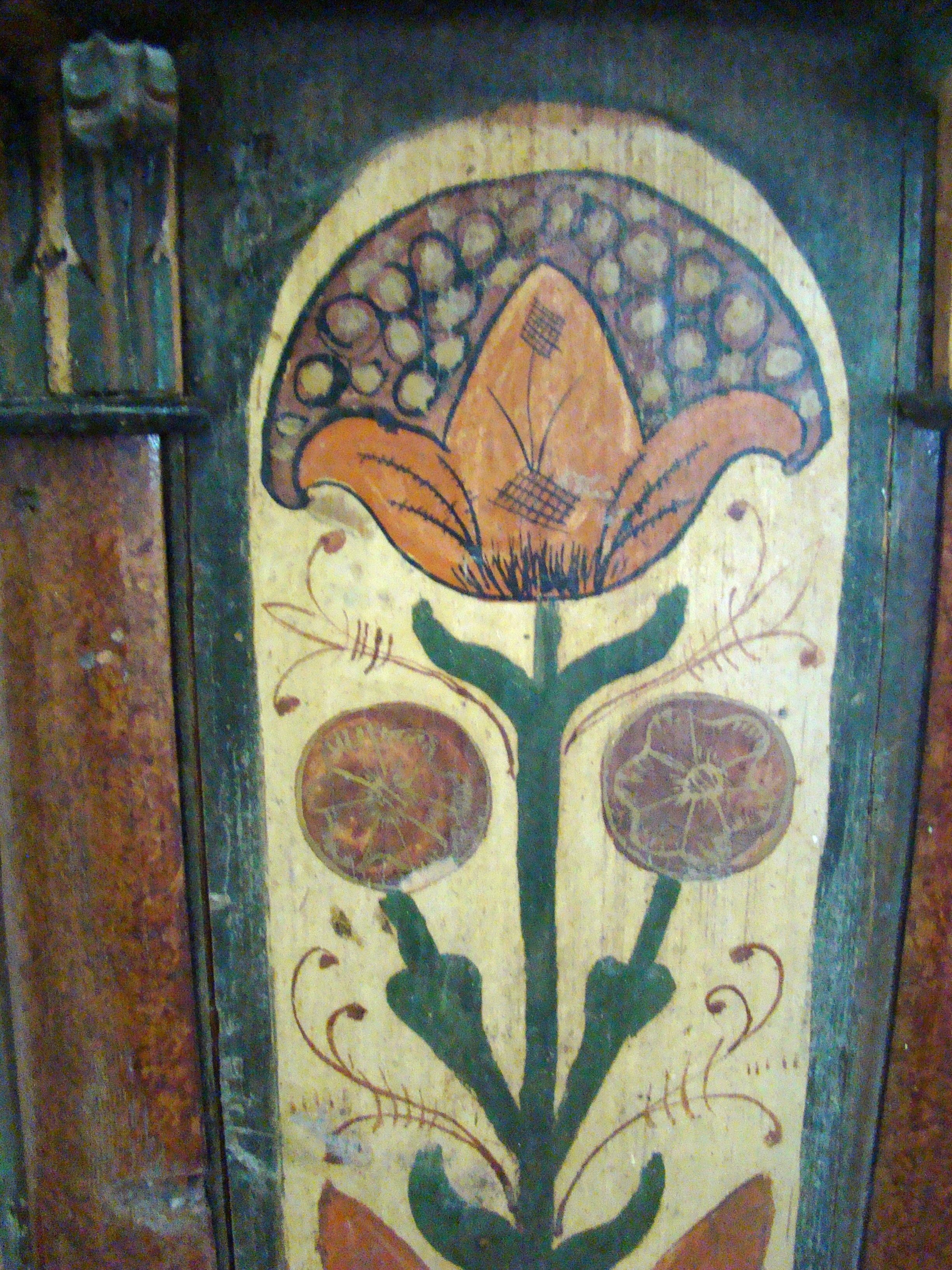
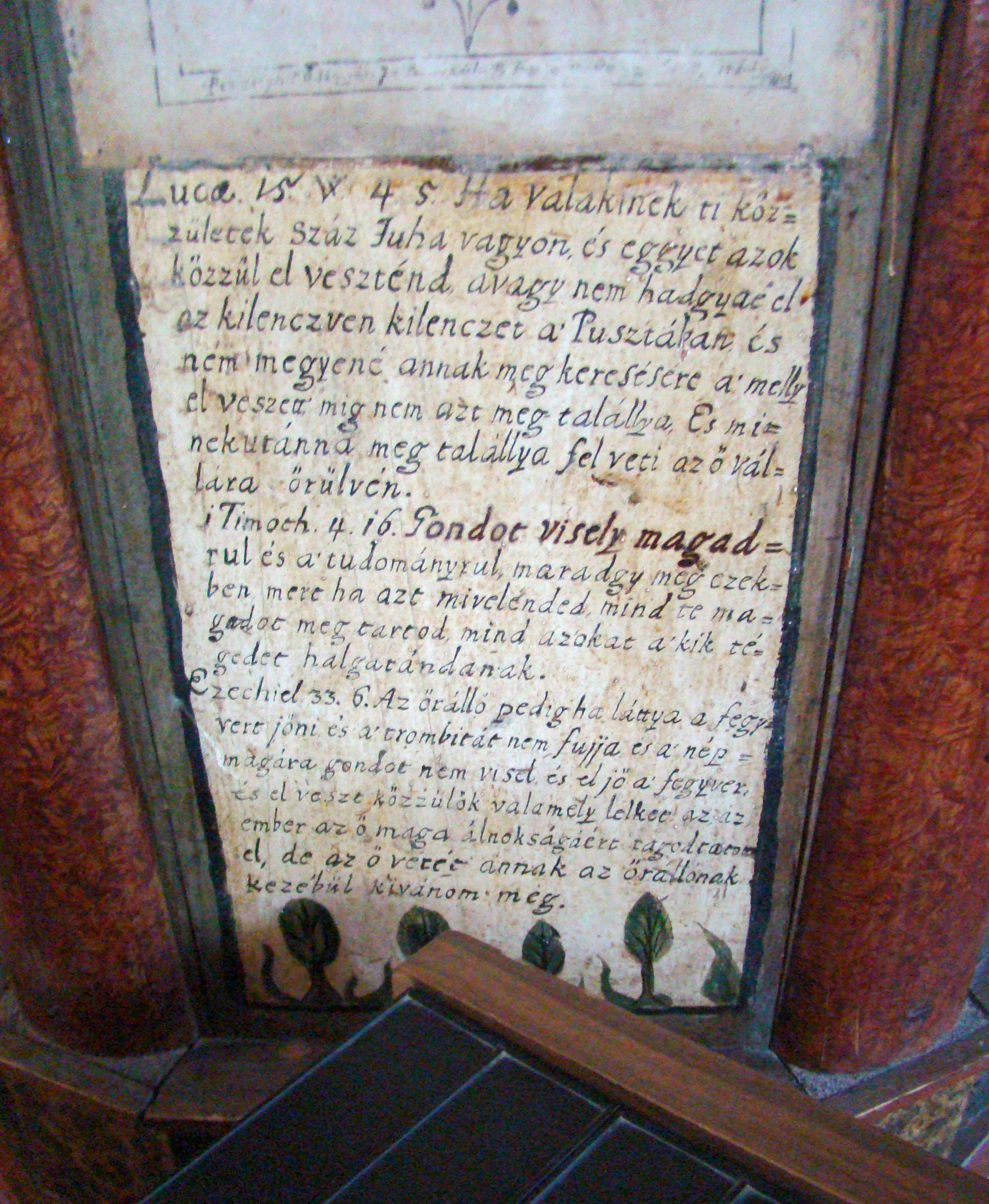
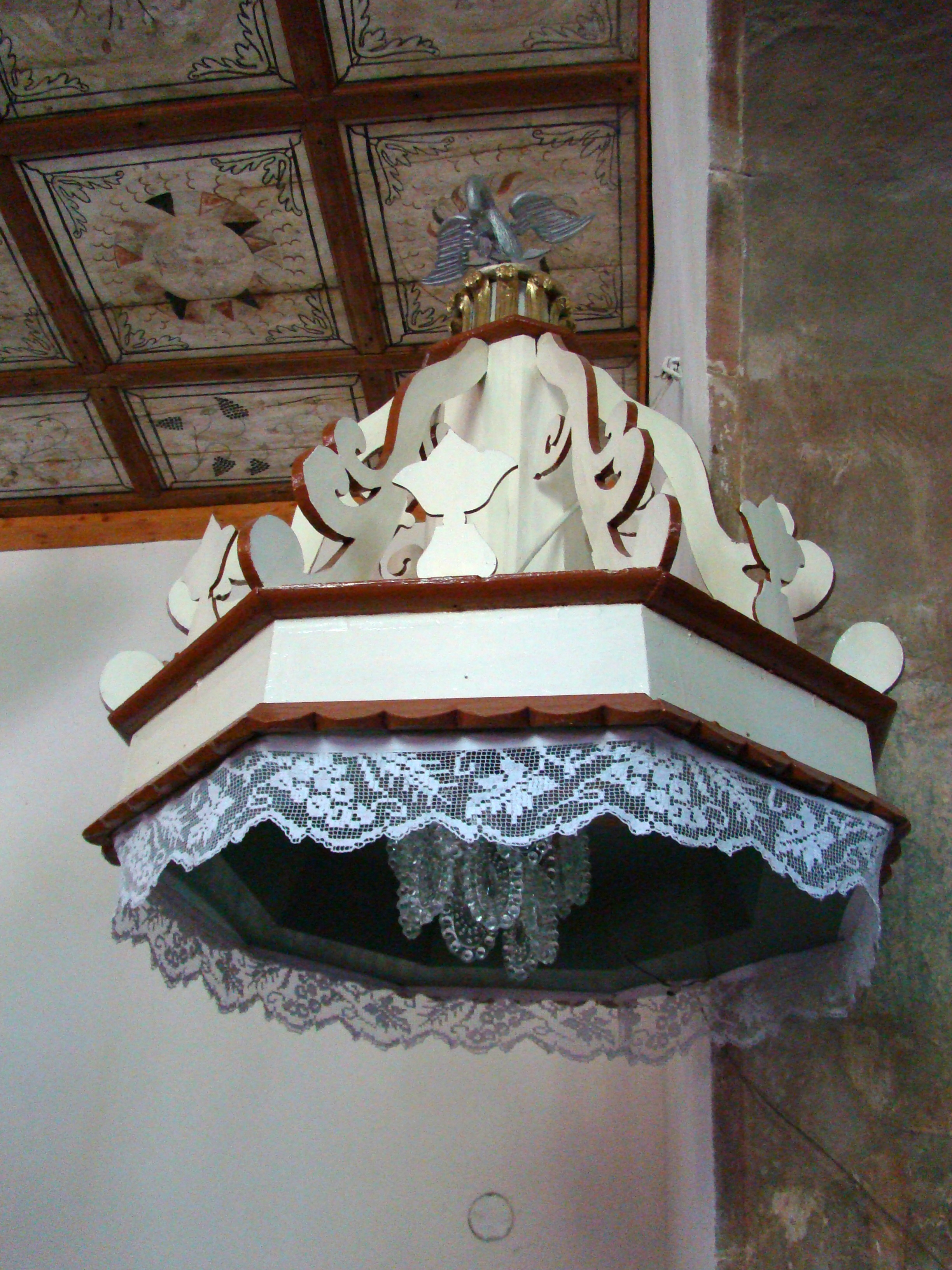
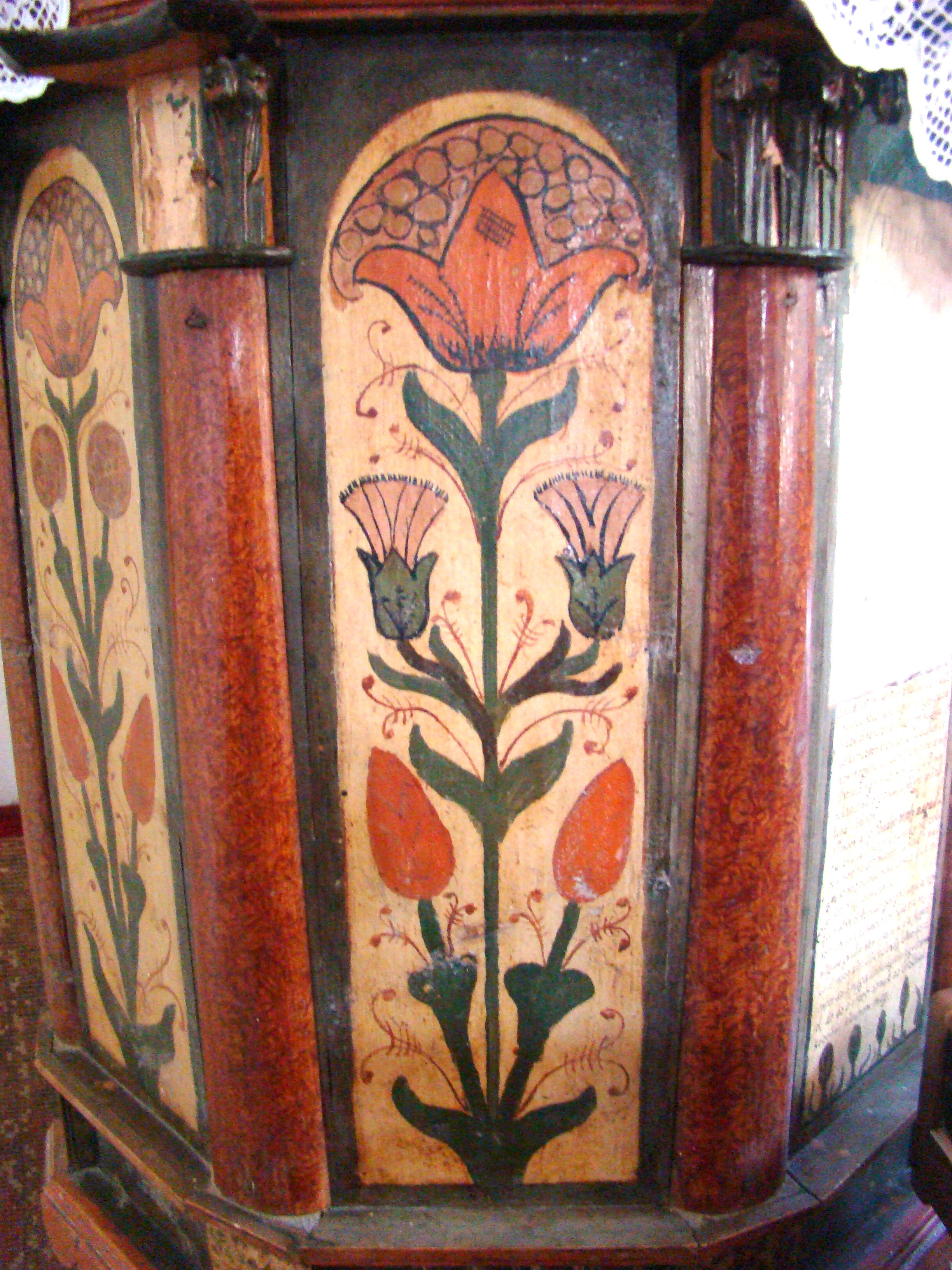
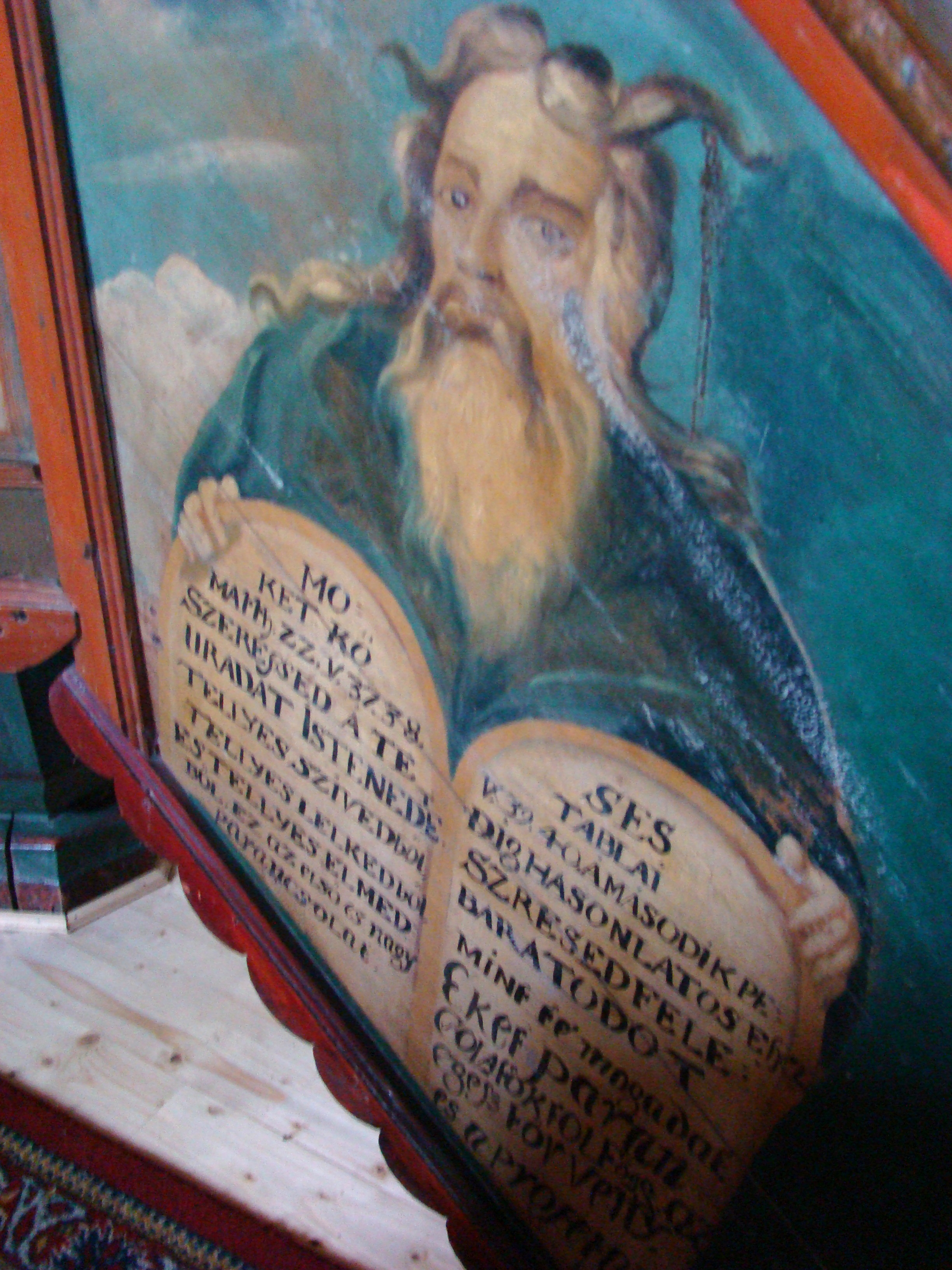
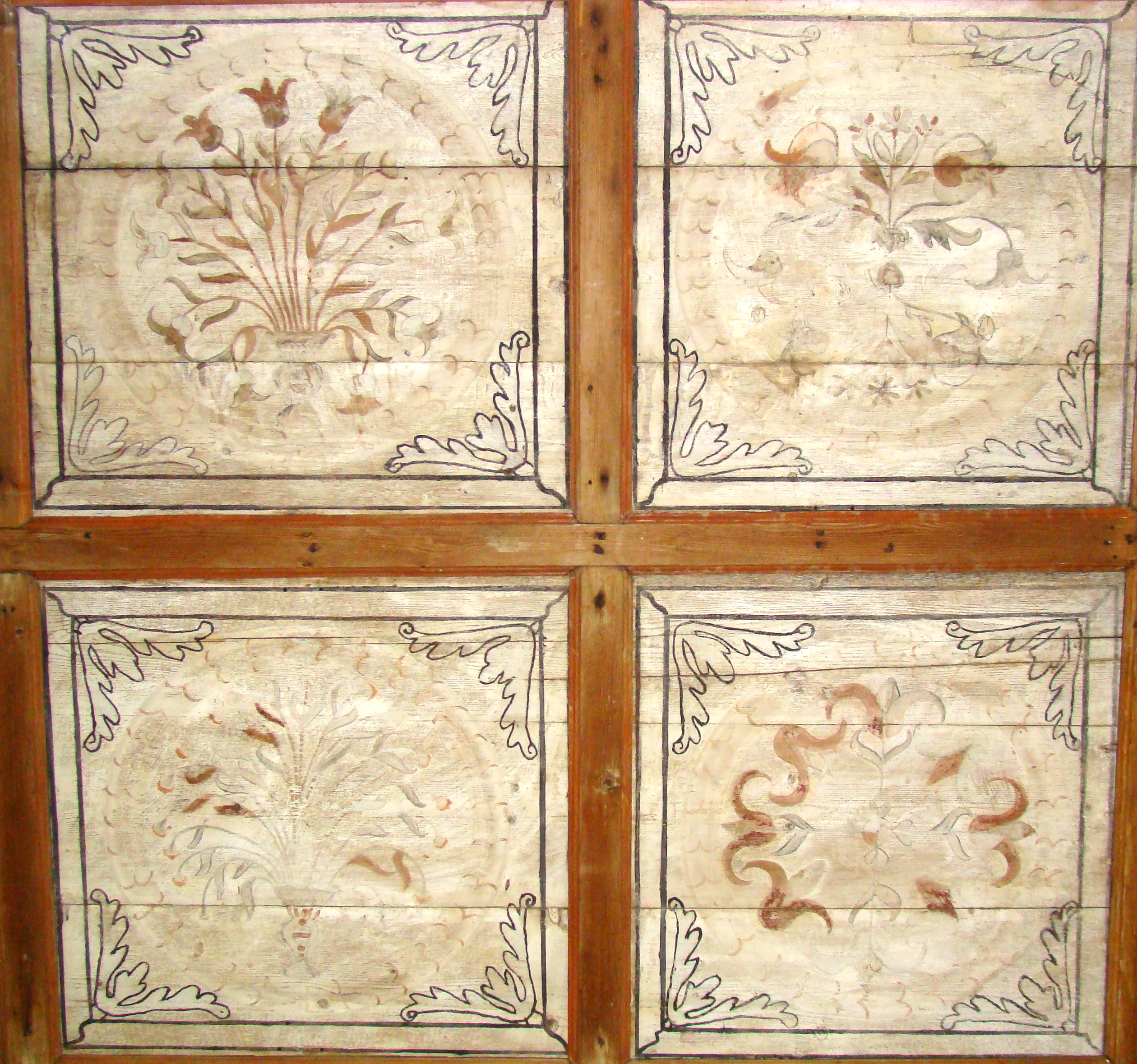
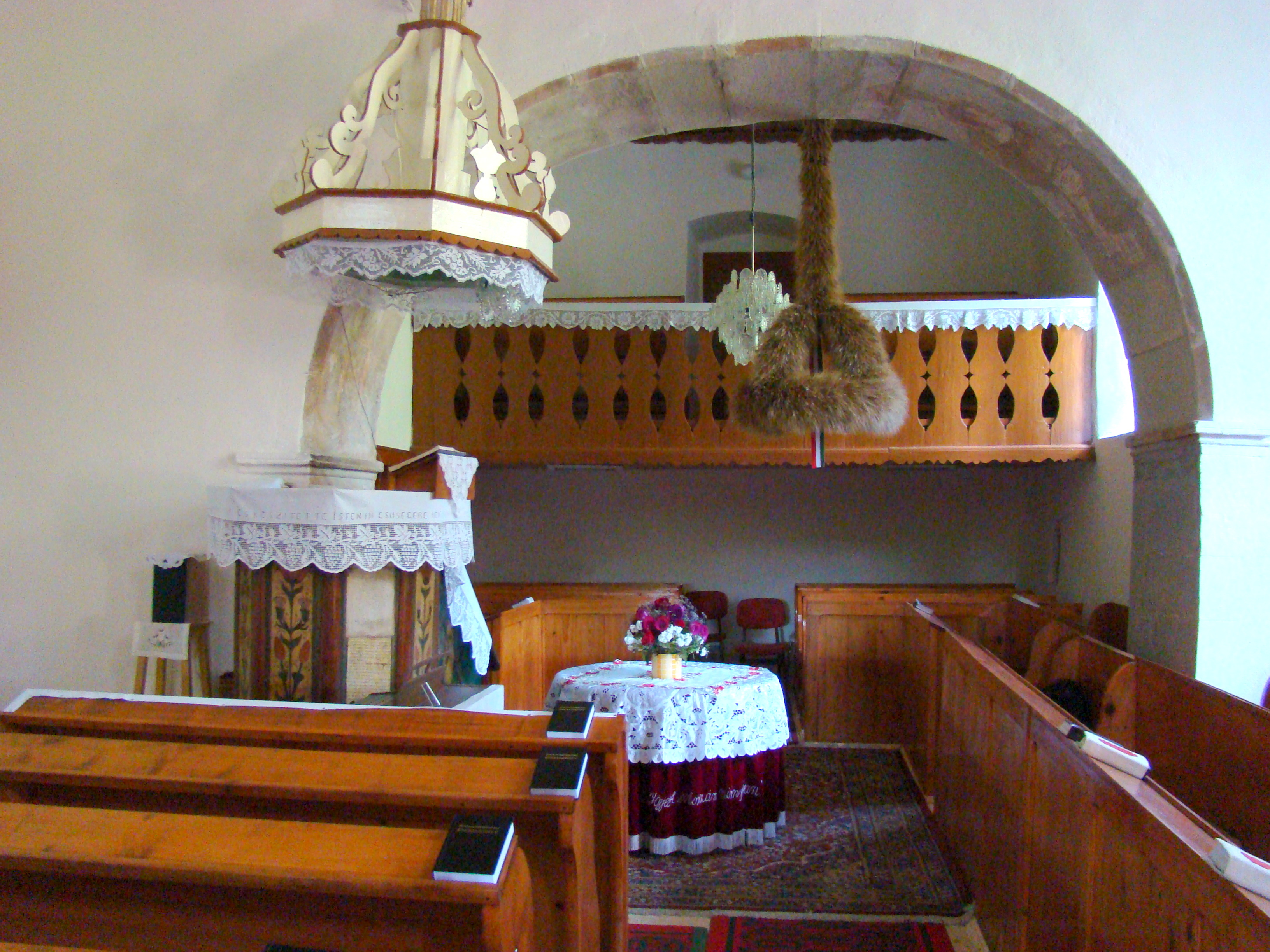
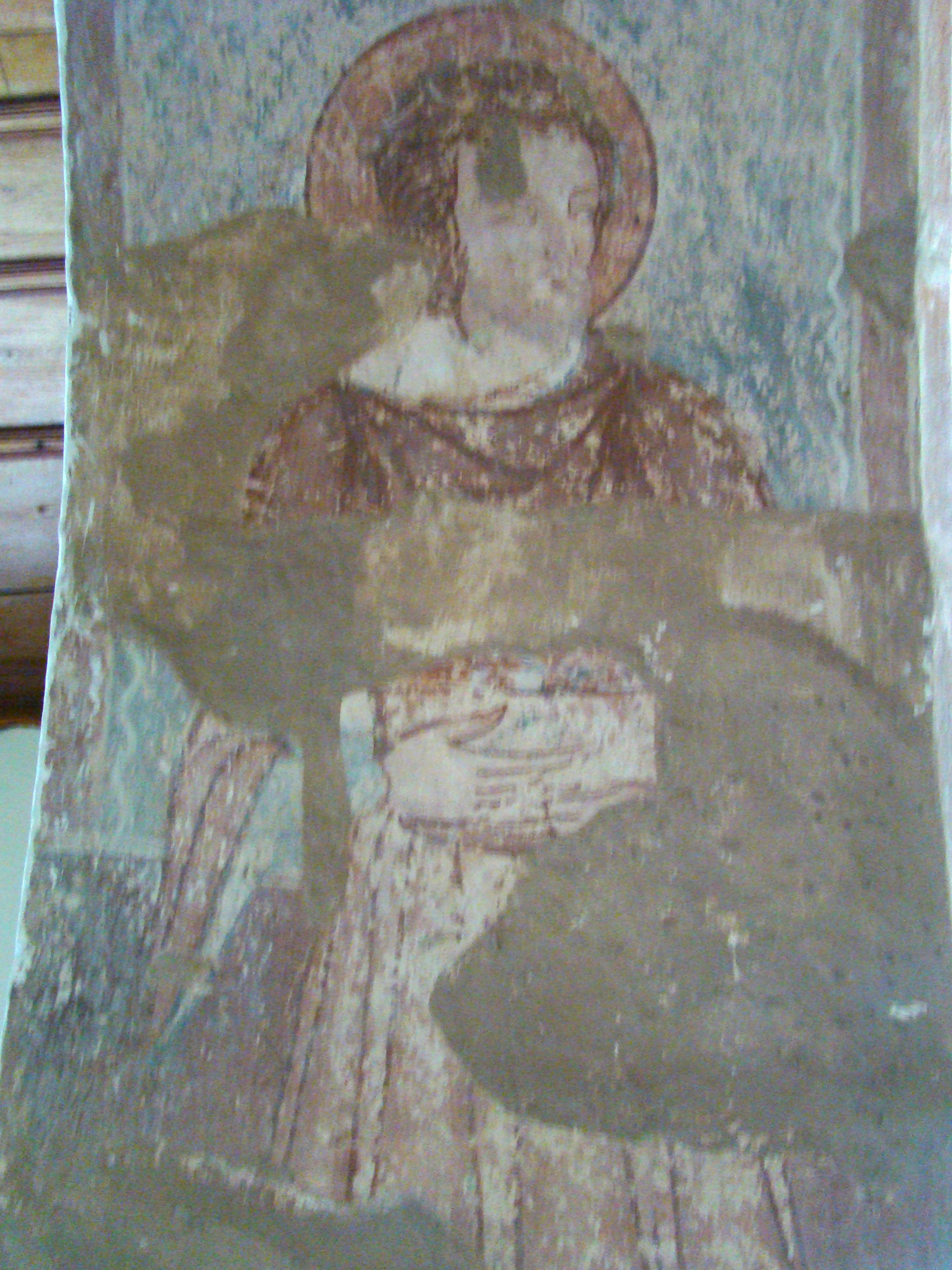
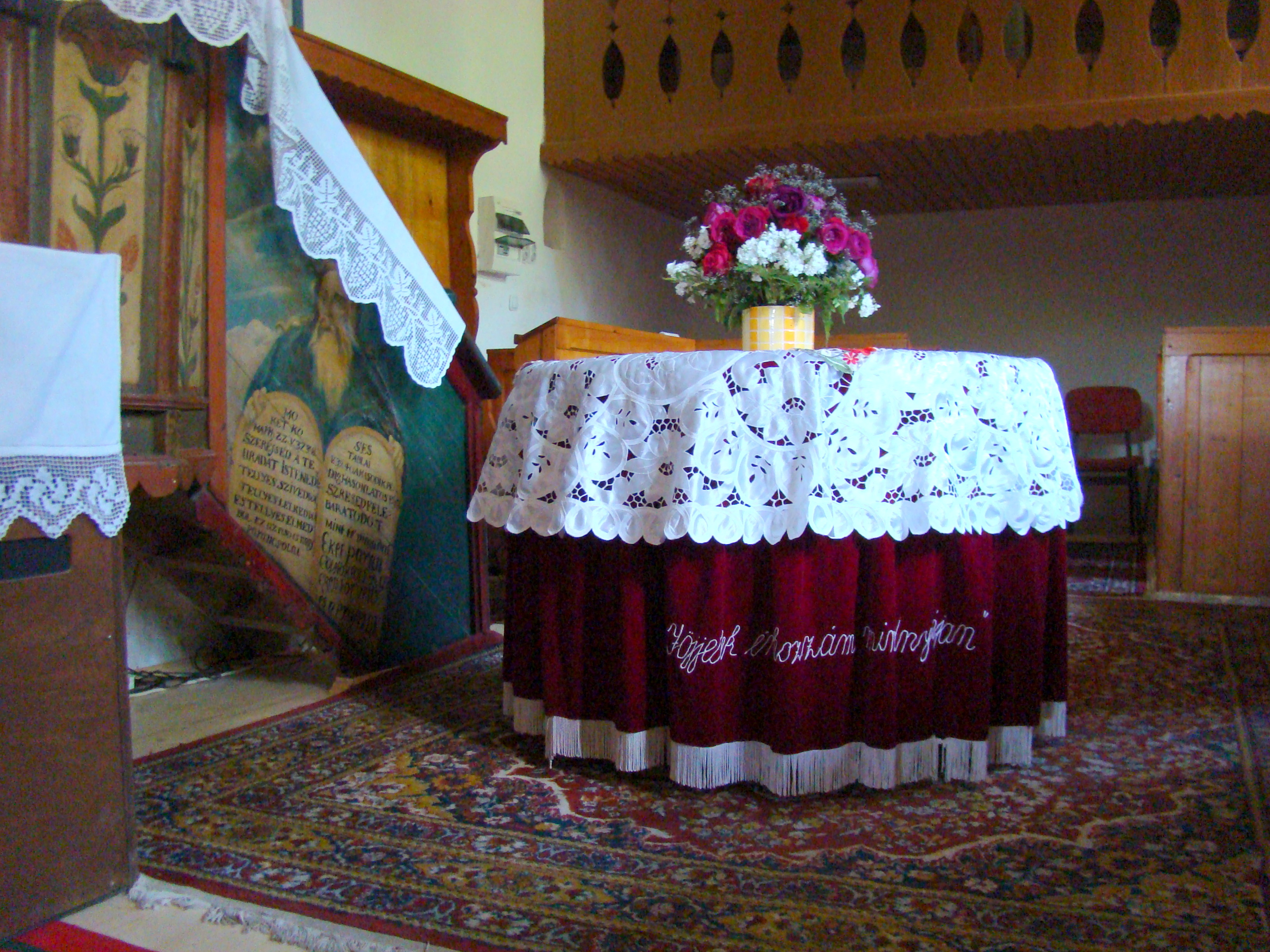
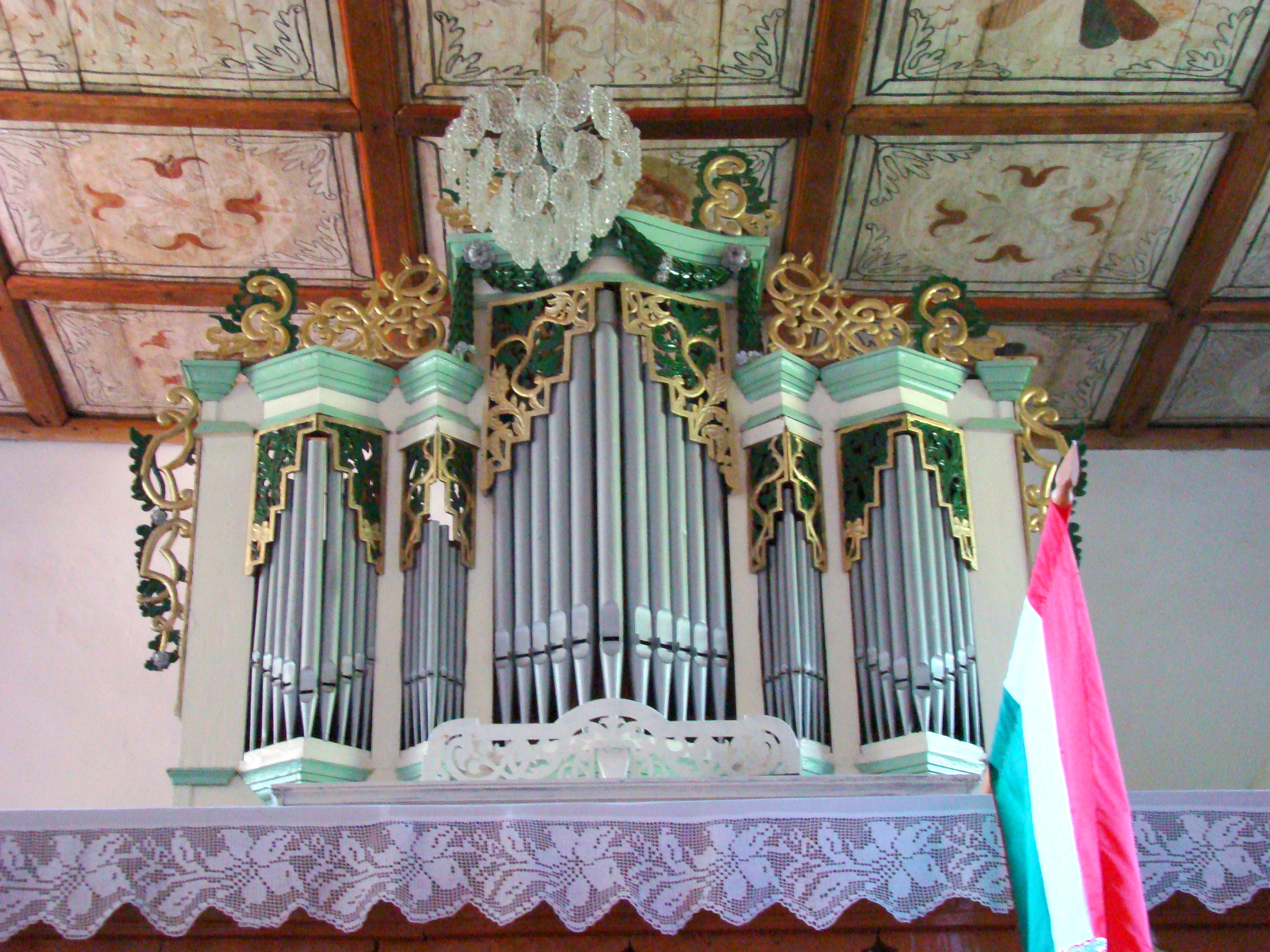
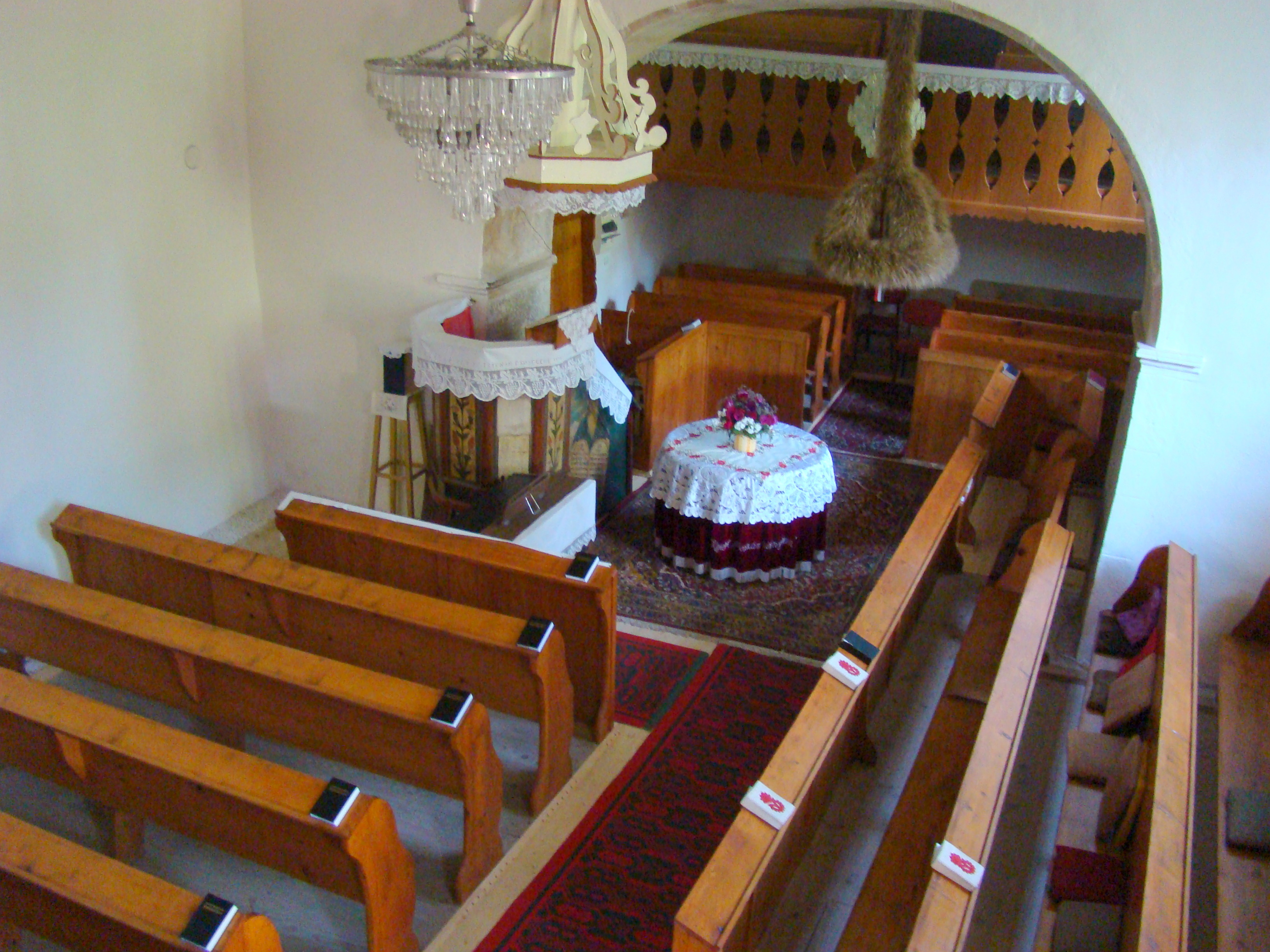